# خلافت علی بن ابی‌طالب
خلافت علی بن ابی‌طالب به دوران حکومت علی بن ابی‌طالب به عنوان چهارمین خلیفهٔ مسلمانان در صدر اسلام مربوط می‌شود که از ۳۵ تا ۴۰ هجری قمری (۶۵۶–۶۶۱ میلادی) به طول انجامید. او پس از کشته شدن عثمان، به عنوان خلیفه برگزیده شد. هنگامی که علی به خلافت رسید، مرزهای حکومت اسلامی از غرب تا مصر و از شرق تا ارتفاعات شرقی ایران پیش رفته بود. اما اوضاع حجاز در این ایام، ناآرام بود. از اقدامات مهم علی پس از رسیدن به خلافت، عزل والیان منصوب عثمان بود. او افراد مورد اعتماد خود را به جای برکنارشدگان گماشت. وی مخالف تمرکز کنترل خلیفه بر روی درآمدهای استانی بود. او غنائم و بیت‌المال را از انحصار اشراف درآورد و به‌طور مساوی بین تمامی مسلمانان تقسیم کرد. در حکومت وی، تمامی مسلمانان، چه آن‌هایی که سابقه‌ای طولانی در اسلام داشتند و چه آن‌هایی که به‌تازگی مسلمان شده بودند، بدون لحاظ تعصبات قومی و قبیله‌ای، بهره‌ای یکسان از بیت‌المال می‌بردند. همچنین علی برخلاف عمر، پیشنهاد داد که تمام درآمدهای دیوانی توزیع گردد و چیزی از آن اندوخته نشود.
دوران خلافت وی با نخستین جنگ داخلی میان مسلمانان (فتنه اول) و شورش‌هایی نظیر شورش ایرانیان هم‌زمان بود. علی با دو نیروی مخالف مجزا مواجه شد: گروهی به رهبری عایشه، طلحه، و زبیر در مکه که خواهان برگزاری شورای خلافت برای تعیین خلیفه بودند و گروهی دیگر به رهبری معاویه در شام که انتقام خون عثمان را خواستار بودند. چهار ماه پس از خلافت، علی در جمل گروه اول را شکست داد؛ اما نبرد صفین با معاویه به لحاظ نظامی بی‌نتیجه خاتمه یافت و در پی آن حکمیت به لحاظ سیاسی ضد علی تمام شد. سپس در سال ۳۸ هجری بخشی از سپاه علی، موسوم به خوارج، که قبول حکمیت توسط وی را بدعت می‌دانستند بر او شوریدند. علی در نهروان آنان را شکست داد. او سرانجام در مسجد کوفه به ضرب شمشیر یکی از خوارج به نام ابن ملجم مرادی کشته شد و در منطقه‌ای خارج از شهر کوفه دفن شد.
ویلفرد مادلونگ معتقد است که علی عمیقاً از وظیفهٔ اسلامی خود آگاه بود و در راه حفظ شریعت اسلام، حاضر نبود که مصلحتی را بر حقی مقدم بشمارد؛ به‌طوری‌که حتی حاضر بود در این راه با مخالفانش پیکار کند. اما برخی نویسندگان وی را فاقد مهارت و انعطاف‌پذیری سیاسی می‌دانند. به نوشتهٔ مادلونگ خودداری او از مشارکت در بازی جدید فریبکاری سیاسی و فرصت‌طلبی هوشمندانه که در زمان خلافت وی در دولت اسلامی ریشه دوانده بود، هرچند وی را از کامیابی در زندگی محروم ساخت، اما سبب شد در نظر ستایشگرانش به عنوان نمونه‌ای از تقوای اسلام نخستین و فاسدنشده و همچنین فتوت عربی پیش از اسلام جلوه‌گر شود.

## منبع‌شناسی
منابع تاریخی اولیه در خصوص زندگی علی قرآن، حدیث و همچنین نوشته‌های تاریخ‌نگاری دوران اولیه اسلامی است. منابع ثانویه شامل کتاب‌های تاریخی نوشته‌شده توسط مسلمانان سنی و شیعه و نیز مسیحیان عرب و هندوهای ساکن در خاورمیانه و آسیا در طی سده‌های متأخر و شمار اندکی از تاریخ‌نگاران نوین غربی است. هرچند بسیاری از منابع اولیهٔ اسلامی تا حدی نسبت به علی رنگ تعصب — در برخی موارد مثبت و در برخی موارد منفی — به خود گرفته‌است. از این جهت که شخصیت علی برای مسلمانان (اعم از شیعه و سنی) دارای اهمیت مذهبی، سیاسی، فقهی و روحانی است، زندگی او به طرق مختلف تحلیل و تفسیر شده و اسناد تاریخی موجود نیز تحت تأثیر ملاحظات فرقه‌ای قرار گرفته‌است. در سده‌های دوم و سوم هجری (هشتم و نهم میلادی)، جنگ داخلی میان علی و معاویه (فتنه اول) موضوع مورد علاقهٔ تاریخ‌نگاران مسلمان بود و مورخان شیعه و سنی، هر یک طبق موضعی که اتخاذ کرده بودند، روایت‌های متعارضی را بیان می‌کردند.
نخستین منابع دربارهٔ حوادث دوران خلافت علی بن ابی طالب نظیر دیگر تاریخ‌نگاری دوران اولیه اسلام در قالب تک‌نگاری بوده‌است. برای نمونه رسول جعفریان بیش از ۱۶ تک‌نگاری تا نیمه نخست سده چهارم در خصوص نبرد صفین را برمی‌شمارد. از نظر وی منابع متأخر بر اساس نقل از منابع متقدم ایجاد شده‌اند. نخستین تک‌نگاری‌ها که در منابع از آن‌ها ذکر شده‌است به نیمهٔ نخست سدهٔ دوم هجری (سده هشتم میلادی) مربوط می‌شود نظیر کتاب صفین جابر بن یزید جعفی (ف ۱۲۸ ق)، آبان بن تغلب (ف ۱۴۱ ق) و ابومخنف (ف ۱۵۷ ق) همچنین چیز رابینسون از دست‌کم ۱۴ تک‌نگاری دربارهٔ نبرد صفین بین ۷۵۰ تا ۸۵۰ میلادی یاد می‌کند که در سده بعد از آن به حدود ۷ مورد کاهش می‌یابد.
در کنار کتاب‌های تاریخی، کتاب‌های حدیثی نیز از منابع رویدادهای این دوره محسوب می‌شود. در الفهرست ابن ندیم، کتاب سلیم بن قیس هلالی نخستین کتاب شیعه برشمرده شده که تاریخ آن حدود نیمهٔ دوم سدهٔ اول تا اوائل سدهٔ دوم هجری (اواخر سدهٔ هفتم تا اوائل سدهٔ هشتم میلادی) تخمین زده شده‌است. رسول جعفریان به‌طور خاص در میان کتاب‌های حدیثی، کتاب کافی (اوائل سدهٔ دهم میلادی) را واجد اطلاعات تاریخی می‌داند.
طی سده‌های نهم و دهم میلادی کتب تاریخی نظیر تاریخ طبری (پیش از سال ۲۹۳ ق / ۹۱۵ م)، روایت‌های تاریخی را تجمیع کردند و سبب شدند تک‌نگاری‌های قدیمی‌تر متروک شود. البته به نوشتهٔ رابینسون مؤلفان این کتاب‌ها کاری بیش از گردآوری اخبار قدیمی از منابع پیشین را انجام داده‌اند. آن‌ها آثار پیشین را مجدداً گزینش، چینش، تجزیه و تکمیل کرده‌اند و از منظر خود تاریخ را روایت کرده‌اند. در این میان تاریخ یعقوبی (تا میانهٔ سدهٔ ۳ ق / میانهٔ سده ۹ م) به‌طور منحصر بفردی موضعی شیعی دارد حال آنکه تاریخ طبری بیانگر موضع غالب زمان خود (اهل سنت) می‌باشد. جعفریان می‌گوید در میان شیعه مورخی بمانند طبری اقدام به گردآوری اطلاعات تک‌نگاری‌ها نکرده‌است. در نتیجه از بین رفتن رساله‌های تک‌نگارانه بخش مهمی از آثار تاریخی شیعه جز موارد معدودی نظیر وقعة صفین نصر بن مزاحم و کتاب الغارات ثقفی از میان رفته‌است.

## پیشینه

### پیدایش دولت اسلامی

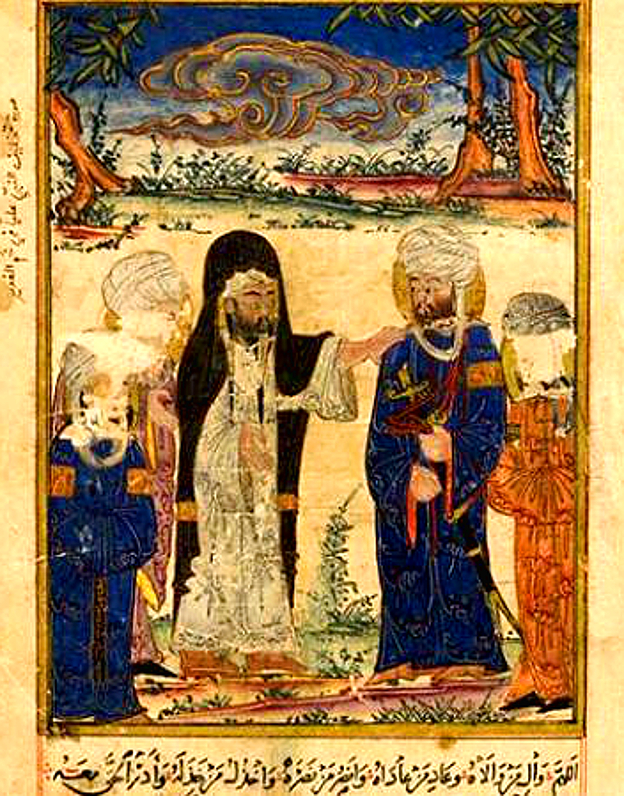
اعلام ولایت علی توسط محمد در غدیر خم در سال ۱۰ هجری (نگاره‌ای از کتاب الآثار الباقیة عن القرون الخالیة متعلق به بیرونی در کتابخانه دانشگاه ادینبرو انگلستان)

محمد، پیامبر اسلام، با عقد میثاق مدینه امتی را ایجاد کرد سپس از طریق جنگ یا معاهده، حجاز و مناطق شرقی و جنوبی شبه‌جزیره عربستان را فتح کرد. محمد در بازگشت از حجةالوداع در غدیر خم جملهٔ «هر که من ولی او هستم، این علی ولی او است» را به زبان آورد؛ اما مقصود این عبارت مورد اختلاف شیعه و سنی قرار گرفت. شیعیان بر این اساس معتقد به نصب امامت و خلافت در خصوص علی شدند و اهل سنت آن را به معنای دوستی و محبت علی تفسیر می‌کنند.
با فوت محمد در سال ۶۳۲ میلادی، بر سر رهبری امت اختلاف به وجود آمد. در حالی که علی به همراه جمعی از بنی‌هاشم و گروهی از صحابهٔ محمد مشغول خاکسپاری‌اش بودند، گروهی از صحابه در محلی به نام سقیفه بنی‌ساعده جمع شدند و دربارهٔ جانشین محمد به بحث و جدل پرداختند. نتیجهٔ این بحث و جدل‌ها، انتخاب ابوبکر به‌عنوان جانشین محمد بود. بدین ترتیب، نهاد خلافت پدید آمد که در خارج از جهان اسلام معادلی ندارد. خلیفه از منزلت رهبری و حق گزینش زمامداران برخوردار بود. انتصاب به خلافت نوعی قرارداد بود که تعهدات متقابلی را بین خلیفه و اتباع وی پدیدمی‌آورد.
این انتخاب باعث اختلاف بین هواداران ابوبکر و طرفداران علی شد. طرفداران علی قائل بودند که علی توسط شخص محمد به جانشینی انتخاب شده‌است و بنابراین مقام خلافت باید از آن وی باشد. اهل سنت معتقدند محمد جانشینی برای خود برنگزید، حال آنکه شیعیان معتقدند وی علی را به جانشینی منصوب کرد.
به گفتهٔ مادلونگ، علی به خاطر خویشاوندی نزدیک و ارتباط صمیمی با محمد، و نیز به خاطر دانش فراوانش از اسلام و شایستگی در به خدمت گرفتن احکام آن، شخصاً به‌شدت معتقد بود که بهترین شخص برای جانشینی محمد است. خط مشی‌هایی که توسط ابوبکر و عمر پایه‌ریزی شده بود، از دیدگاه علی بی‌مورد تلقی می‌شد. او به ابوبکر گفته بود که علت تأخیر در بیعتش با ابوبکر به‌عنوان خلیفهٔ مسلمانان، اعتقاد به ارجحیت خودش بوده‌است. او این عقیده را هنگامی که با عمر و عثمان بیعت می‌کرد، نیز ترک نکرد. او که معتقد بود جانشین بر حق محمد است، هنگامی که مطمئن شد همه از او روی گردانده‌اند، برای حفظ وحدت اسلام با ابوبکر بیعت نمود. اگر جامعهٔ مسلمانان یا بخش کوچکی از آنان، به او اقبال پیدا می‌کردند، وی دیگر خلافت را تنها «حق» خود نمی‌دانست، بلکه آن را «وظیفهٔ» خود قلمداد می‌کرد.

دوران خلفا
گسترش قلمرو اسلام در زمان محمد، ۶۲۲–۶۳۲
گسترش قلمرو اسلام در زمان خلفای راشدین، ۶۳۲–۶۶۱
گسترش قلمرو اسلام در زمان خلفای اموی، ۶۶۱–۷۵۰

ابوبکر پیش از فوت در سال ۶۳۴ میلادی، عمر را به جانشینی منصوب کرد. عمر در بستر مرگ در سال ۶۴۴ میلادی، شورایی را برای انتخاب خلیفه بعدی تعیین کرد. اعضای این شورا عبارت بودند از علی، عثمان، طلحه، زبیر، عبدالرحمن بن عوف و سعد بن ابی‌وقاص. علی و عثمان دو نامزد نهایی بودند، ولی در نهایت، رأی به نفع عثمان اعلام گشت. عبدالرحمن بن عوف سه شرط عمل به قرآن، سنت محمد، و روش خلفای پیشین را به علی عرضه کرد که علی تنها دو شرط اول را پذیرفت؛ در حالی که عثمان هر سه شرط را قبول کرد. بنا بر روایت شرح نهج البلاغه ابن ابی الحدید، علی در این هنگام به برتری خود در امر خلافت تأکید کرد؛ اما چون اقبال عمومی به عثمان بود، ناچار شد که با وی بیعت کند. به نوشتهٔ ولیری احتمالاً دلیل انتخاب آن بود که دیگران نگران بودند علی به جهت تقوای سخت‌گیرانه‌اش برخی از سیاست‌های خلفای پیشین را خلاف قرآن و سنت محمد بداند و در صورت انتصاب به خلافت تغییری در آن دهد که منافع تثبیت‌شده‌ای را نقض کند.

### شورش و قتل عثمان
نیمهٔ اول خلافت عثمان به خوبی پیش رفت، در این مدت دولت نیز پایدار بود ولی با شروع سال ۳۱ هـ آشوب‌ها و جنب‌وجوش‌ها شروع به نمایان شدن و شدت گرفتن کرد که تا پایان دوره وی و دورهٔ خلفای راشدین ادامه یافت.
به نوشته مادلونگ، عثمان به بنی‌امیه که قوم و خویشش بودند بیش از حد امتیاز می‌داد، به‌طوری‌که نفوذ آنان روی وی سبب شد که با صحابهٔ محمد مانند ابوذر غفاری، عبدالله بن مسعود و عمار یاسر بدرفتاری کند. این موضوع و مسائل دیگر خشم مردم در مناطق مختلف حکومت اسلامی را در سال‌های ۶۵۰ و ۶۵۱ میلادی برانگیخت. بعد از اینکه مروان بن حکم، عموزادهٔ عثمان، به عنوان مشاور وی انتخاب شد، بر وی تسلط یافت. این امر باعث اعتراض بسیاری از صحابهٔ محمد به‌خصوص اعضای شورای انتخاب عثمان گردید. بسیاری از آنان به عثمان اعتراض نموده و حمایت خود را از وی قطع کردند.
مردم در برخی از شهرها و مناطق علیه عثمان شورش کردند و به سوی مدینه رو آوردند. عثمان در ابتدا حکم مجازات شورشیان را صادر کرد، اما وقتی توسط پیک سریعی که عبدالله بن سعد فرستاده بود، از قصد شورشیان آگاه شد، چون نمی‌خواست که راه برای خشونت دیگر قشرها باز شود، تمایلی به پذیرش شورشیان نشان نداد. پس به دیدار علی رفت و از او خواست که با شورشیان دیدار کرده و آن‌ها را به بازگشت به شهر و دیارشان وادارد. عثمان ضمن اینکه خود را از این پس ملزم به پیروی از توصیه‌های علی می‌کرد، به وی اختیار تام داد تا هر گونه که می‌خواهد با شورشیان مذاکره کند. علی به وی یادآوری کرد که قبلاً هم با وی در این باره صحبت کرده بود، ولی عثمان ترجیح داده که از مروان بن حکم و بنی‌امیه حرف‌شنوی کند. عثمان قول داد که از این پس، از آنان روی گردانده و از علی حرف‌شنوی کرده و دستور داد که دیگر انصار و مهاجران به علی بپیوندند. او همچنین از عمار خواست که به این گروه بپیوندد، ولی وی این پیشنهاد را رد کرد.
سرانجام، عثمان توسط شورشیانی که از کوفه، مصر و بصره به مدینه آمدند، کشته شد. کشته شدن او نقطهٔ عطفی در تاریخ مسلمانان بود و یکپارچگی سیاسی و مذهبی مسلمانان به پایان رسید و انشقاق‌ها و جنگ‌های داخلی بین آنان شروع شد. قتل عثمان منجر به طرح مسائل پیچیده‌ای شد از جمله اینکه آیا قتل عثمان عادلانه بود؟ آیا او از دستورهای اسلام منحرف شده بود؟ اگر چنین بود آیا شایستهٔ قتل بود؟

## برگزیدگی به خلافت

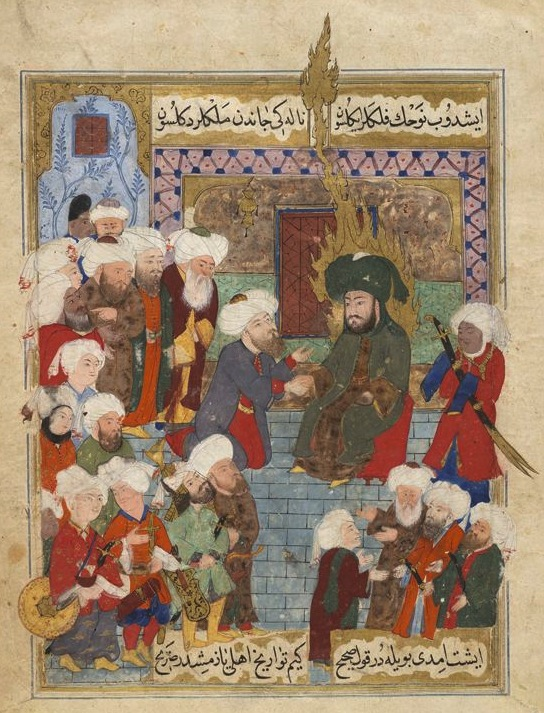
نگاره‌ای از بیعت با علی از مقتل لامعی چلبی اواسط سده ۱۶ میلادی

به نوشته مادلونگ، پس از کشته شدن عثمان به دست شورشیانی از مصر و کوفه و بصره، نظرها بر علی و طلحه بود. در میان اهالی مصر، حامیانی برای طلحه که به عنوان مشاورشان فعالیت می‌کرد و کلیدهای خزانه را در اختیار داشت، وجود داشت. در حالی که بصریان و کوفیان که به مخالفت‌های علی با ظلم و بیداد توجه داشتند و اکثر انصار، آشکارا تمایل بر خلافت علی داشتند و بالاخره حرف آنان به کرسی نشست. به نظر می‌رسد که در این میان مالک اشتر، رهبر کوفیان، نقش اصلی را در تأمین امنیت برای خلیفه شدن علی برعهده داشته‌است. به نوشته پوناوالا پیش از قتل عثمان شورشیان بصری طرفدار طلحه و شورشیان کوفی طرفدار زبیر بودند، اما با قتل عثمان هر دو گروه به علی گرویدند. با قتل عثمان، بنی امیه از مدینه گریختند و کنترل شهر در دست مصریان، مهاجرین برجسته و انصار قرار گرفت. آن‌ها از علی برای خلافت دعوت کردند و وی پس از چند روز این منصب را پذیرفت.
مادلونگ می‌گوید روایات در مورد برگزیده شدن علی برای خلافت، بعضاً گیج‌کننده و متناقض‌نما هستند. علقمه بن وقاص لیثی کنانی از مشاوران نزدیک طلحه، روایت می‌کند که تلاش‌های بی‌ثمری برای تشکیل یک شورا از میان اصحاب برجسته قریش در مورد بحث بر سر تعیین خلیفه آتی وجود داشته‌است. علقمه جلسه‌ای در خانه مخرمه بن نوفل تشکیل می‌دهد. ابوجهم بن حذیفه در آن مجلس گفت که کسی که ما با او بیعت می‌کنیم باید قصاص خون عثمان را پیگیری کند. عمار یاسر در آن جلسه حضور داشت و با این موضوع مخالفت کرد. ابوجهم به او می‌گوید که چه طور برای شلاق‌هایی که خوردی قصاص می‌طلبی، اما برای خون عثمان نه؟ و جلسه به هم می‌خورد. از دیگر مشارکت‌کنندگان در جلسه نامی برده نشده‌است، ولی حضور ابوجهم این احتمال را در ذهن می‌آورد که طلحه در آنجا حضور داشته، ولی حضور علی در آن‌جا نامحتمل است. ویلفرد مادلونگ می‌نویسد عمار احتمالاً می‌خواسته که مانع از انتخاب طلحه گردد. وی بر این باور است که طلحه که عامل عمدهٔ تحریک شورشیان بود، حال آشکارا قصاص خون عثمان را پیگیری می‌کند تا خلافت را به دست آورد.
علی و پسرش محمد حنفیه در مسجد بودند که خبر کشته شدن عثمان به گوششان رسید. آن‌ها سریعاً مسجد را به قصد خانه ترک کردند. بر طبق روایت محمد حنفیه، اصحاب بسیاری با علی ملاقات کرده و خواستند با وی بیعت کنند. در ابتدا علی مخالفت کرد، ولی بعداً گفت که هر گونه بیعت باید در ملأ عام و در مسجد باشد. صبح روز بعد، شنبه، علی به مسجد رفت. عطیه بن سفیان ثقفی که همراه وی بود، روایت می‌کند که با گروهی مواجه شد که همگی خواهان خلافت طلحه بودند. ابوجهم بن حذیفه سوی علی آمد و به او گفت که مردم بر خلافت طلحه متحد شده‌اند و تو به این موضوع توجه نداشتی. علی در پاسخش گفت که پسرعموی من کشته شده، حال من از خلافتش محروم می‌شوم؟ سپس به سمت خزانه رفت و آن را گشود. وقتی مردم این موضوع را شنیدند از طلحه روی گردانیده و به علی پیوستند. ویلفرد مادلونگ معتقد است که بخش آخر روایت عطیه، غیرقابل اتکا است. وی بر این باور است که نامحتمل است که علی در این زمان، خزانه را گشوده باشد. بلکه وی با هوادارانش به سمت بازار رفت و آن‌ها به وی اصرار کردند که خلافت را بپذیرد. علی وقتی به کنار خانهٔ عمر بن مِحصَن انصاری رسید، اولین بیعت‌ها را دریافت کرد. طبق روایات کوفی، مالک اشتر اولین کسی بود که با علی بیعت کرد. سرانجام علی در ۱۹ ذیحجه ۳۵ برابر ۱۸ ژوئن ۶۵۶ رسماً به خلافت برگزیده شد.
طبق روایت مدائنی از ابوالملیح بن اسامه حظلی، احتمالاً در این زمان، طلحه و زبیر اولین بیعت‌های نابه دلخواه خود را با علی انجام داده‌اند. حسن بصری روایت می‌کند که زبیر را به یاد می‌آورد که در باغی محصور با علی بیعت کرد. بنی ربیعه در بصره نیز نقل می‌کند که طلحه نیز در باغی محصور، در حالی که شمشیری بالای سرش بود، با علی بیعت کرد. علی بر طبق روایت زید بن اسلم، دوباره اصرار می‌کند که هرگونه بیعت باید در مسجد صورت پذیرد.
به نظر می‌رسد که علی شخصاً از اعمال فشار بر روی دیگران برای بیعت با خودش، خودداری می‌کرد. وقتی سعد بن ابی‌وقاص برای بیعت با علی آورده شد، گفت که قبل از اینکه مردم با علی بیعت کنند، با وی بیعت نخواهدکرد. اما به علی اطمینان داد که قصد آشوب ندارد. علی دستور داد تا بگذارند که سعد برود. سپس عبدالله بن عمر آورده شد. وی نیز گفت که قبل از اجماع مردم بر علی، با وی بیعت نمی‌کند. علی از وی ضامنی خواست تا عبدالله پس از بیعت مردم، فرار نکند و عبدالله درخواست علی را رد کرد. مالک اشتر به علی گفت که عبدالله از شلاق و شمشیر تو در امان است. او را به من واگذار. علی به مالک گفت که رهایش کن که من ضامن او هستم. علی گفت که همیشه عبدالله را چه در بچگی و چه در بزرگسالی، فردی ستیزه‌رو دیده‌است. موضع عبدالله بن عمر، برخلاف سعد بن ابی‌وقاص نسبت به علی خصمانه بود. پس از برگزیدگی علی، عبدالله پیش وی آمد و گفت که علی از خدا بترس و بدون مشورت، زمام امور مسلمین را بر عهده نگیر. سپس عبدالله، به مکه رفته و به مخالفان علی پیوست. الشعبی روایت می‌کند که علی کسی را به دنبال محمد بن مسلمه فرستاد تا با وی بیعت کند. اما محمد خود را معذور داشت به این دلیل که پیامبر اسلام به وی فرمان داده بود که وقتی ببیند که بین مردم مناقشه وجود دارد، شمشیرش را بشکند و در خانه بماند. علی بعد از آن از اسامه بن زید دعوت کرد تا با وی بیعت کند. اسامه در حالی که اذعان می‌داشت که علی عزیزترین شخص در نزد وی است، خود را به این دلیل معذور داشت که به محمد تعهد داده بود که هیچگاه با کسی که اقرار به مسلمانی می‌کند، نجنگد.
در مقابل برخی تاریخ‌پژوهان معتقدند انتخاب علی به عنوان خلیفه جدید، در جوی انجام گرفت که پر از التهاب و ترس و وحشت بود. لئون کائتانی معتقد است، این انتخاب بدون موافقت قبلی صحابیون نامدار محمد که قطعاً وقایع قتل عثمان را پیش‌بینی می‌کردند، صورت گرفت. دلا ویدا معتقد است که انتخاب علی به عنوان خلیفه، به این دلیل نبود که وی و خانواده‌اش جایگاهی بالا داشتند یا به این دلیل که وی وفادار به محمد بوده‌است، بلکه بیشتر به این دلیل بود که انصار که نفوذ دوبارهٔ خود در شهرشان مدینه را بازیافته بودند، وی را حمایت کردند و از طرف دیگر بنی امیه نیز دچار پریشانی و اغتشاش شده بودند. اما دولت نوپای علی از همان بدو تأسیس مورد حملهٔ صحابیونی که به آرزوهایشان نرسیده بودند و معاویه، تنها والی اموی که توانسته بود کنترل مقر امارتش شام را حفظ کند، قرار گرفت.

## شیوه زمامداری

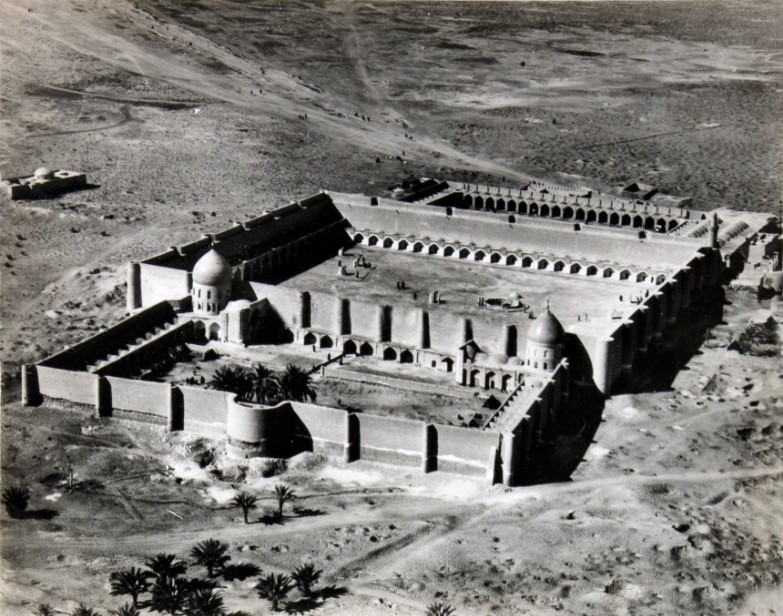
عکس هوایی از مسجد کوفه در سال ۱۹۱۵؛ علی بخشی از کارهای حکومت را در این مسجد انجام می‌داد.

هنگامی که علی به خلافت رسید، مرزهای اسلامی از غرب تا مصر و از شرق تا ارتفاعات شرقی ایران پیش رفته بود. اما اوضاع حجاز در این ایام، ناآرام بود. ویلفرد مادلونگ و سلیمان کتانی معتقدند که علی عمیقاً از وظیفهٔ اسلامی خود آگاه بود و در راه حفظ شریعت اسلام، حاضر نبود که مصلحتی را بر حقی مقدم بشمارد؛ به‌طوری‌که حتی حاضر بود در این راه با مخالفانش پیکار کند.
علی از نخستین خطبه‌اش امت را بابت نگرفتن جانب وی پس از درگذشت محمد سرزنش کرد. به روایت جعفر صادق، علی مرتبهٔ عالی نیکان خاندان پیامبر را یادآور شد که از دانش الهی بهره دارند و برطبق حکم الهی، حکم می‌کنند و از مؤمنان خواست که از آنان پیروی کنند تا با بصیرت این خاندان هدایت شوند. در غیر این صورت خداوند آن‌ها را به دست خودشان نابود می‌گرداند. علی در همین خطبه تأکید کرد که فقط به سنت محمد عمل خواهد کرد. مادلونگ محتمل می‌داند که علی چنین لحنی را از آغاز خلافت در پیش گرفته باشد. وی هرچند امت را سرزنش می‌کرد اما عملکرد دو خلیفهٔ نخست را گهگاه به‌شدت می‌ستود. سرزنش‌های بی‌پرده و انتقادهای سختش از پیمان‌شکنان و ستایش پرشور وفاکنندگان به بیعت، حامیان بی‌اشتیاقش را با وی دشمن می‌کرد حال آنکه پشتیبانی شورانگیز اقلیتی از پیروان پارسایش را برمی‌انگیخت. او به آن‌ها می‌آموخت که بی‌تردید تنها از طریق وی و اهل بیت محمد، می‌توانند راه هدایت دینی را بجویند.
سید حسین نصر، رضا شاه کاظمی و برخی دیگر نامهٔ علی به مالک اشتر، فرماندار مصر، را نمونه‌ای از آیین حکمرانی در اسلام می‌دانند، که در آن به حقوق و وظایف حاکم، کارکردهای دولت و طبقات جامعه پرداخته‌است.

### پایبندی به قرآن و سنت محمد و مبارزه با فساد
علی تأکید داشت که بر مبنای قرآن و سنت محمد عمل می‌کند و یکی از وظایف رهبر جامعه را احیای سنت می‌دانست. در جواب افرادی که به وی در خصوص انحراف از سنت عمر اعتراض می‌کردند، می‌گفت که سنت محمد سزاوارتر به پیروی است. وی به طلحه و زبیر گفت که اگر حکم چیزی در قرآن و سنت محمد آمده باشد، نیازی به مشورت نیست. اما اگر چیزی در قرآن و سنت نیامده بود با آنان مشورت خواهد کرد. وی به‌شدت به انتقاد از مسلمانانی می‌پرداخت که در برابر کتاب و سنت و بر اساس تشخیص خود از مصلحت، به جعل احکام می‌پرداختند و در دین بدعت می‌گذاردند. وی ترک سنت دینی و پیروی از بدعت را از ویژگی‌های اصلی منافقان می‌دانست و مردم را به دو دستهٔ پیروان سنت و بدعت‌گذاران تقسیم می‌کرد.
وی وارد کردن انحراف و کژی و شبهه و تأویل در اسلام را عامل بروز جنگ‌های داخلی میان مسلمانان می‌دانست.
وی علاوه بر آنکه قرآن و سنت را بیان می‌کرد، دستور منع کتابت حدیث که در زمان عمر صادر شده بود، را لغو کرد و از افرادی خواست تا آنچه نقل می‌کند، بنویسند. در مقابل، با قصه‌خوانی دربارهٔ پیامبران پیشین که عمدتاً مبتنی بر منابع یهودی بود، و بعداً به اسرائیلیات مشهور شد، به‌شدت مخالف بود و جلو آن را می‌گرفت. به‌طوری‌که دستور داد اگر کسی قصه داوود را طبق منابع یهودی بیان کند، بر وی حد جاری می‌کند.
علی نه تنها با مفاسدی که در جامعهٔ مسلمانان ظهور کرده بود مخالف بود، بلکه توسط افرادی به خلافت برگزیده شده بود که علیه فساد دورهٔ خلیفهٔ قبل قیام کرده بودند و اصلاح جامعه را مطالبه می‌کردند؛ بنابراین، علی با خطبه‌های فراوانی که در ترغیب مردم به زهد و پرهیز از دنیاطلبی ایراد کرد، کوشید تا اخلاق جامعه را اصلاح کند. کوشید تا قرآن و سنت را به مردم آموزش دهد و حلال و حرام آن را بیان کند. وی در اجرای حدود شرعی سخت‌گیر بود و هیچ کوتاهی نمی‌کرد.

### رویکرد مساوات‌گرایانه در توزیع بیت‌المال
وی از نخستین خطبه‌اش فضل و برتری مهاجر و انصار بر دیگران را امری معنوی دانست، که پاداش آن نزد خداست. اما هرکس که اسلام آورد حقوق و حدود وی یکسان خواهد بود. علی در بدو خلافت، امتیازات مبتنی بر سابقه در اسلام و جایگاه قبیله‌ای را که عمر و عثمان در توزیع غنائم و بیت‌المال بین مسلمانان وضع کرده بودند، ملغی کرد و بیت‌المال را به‌طور مساوی بین تمامی مسلمانان تقسیم کرد. او همچنین در توزیع بیت‌المال از تعصبات قومی و قبیله‌ای خودداری می‌کرد؛ به‌طوری‌که حاضر نشد به برادرش، عقیل بن ابی‌طالب، بیشتر از سهمش از بیت‌المال بدهد. در حکومت وی، تمامی مسلمانان، چه آن‌هایی که سابقه‌ای طولانی در اسلام داشتند و چه آن‌هایی که به‌تازگی مسلمان شده بودند از دیدگاه توزیع بیت‌المال، یکسان نگریسته می‌شدند.
از جمله تغییراتی که علی در زمان خلافتش انجام داد این بود که جنگجویان مسلمان را از غارت و اخذ غنیمت و تقسیم آن میان خود پس از فتوحات منع کرد. به جای آن مالیات اخذشده از شهرها را به عنوان حقوق و نه غنیمت جنگی و به میزان ثابتی میان جنگجویان توزیع می‌کرد. گزارش شده‌است که این اولین مورد اختلافی بود که میان علی و گروهی که بعداً خوارج را تشکیل دادند، پیش آمد. در حالی که سیاست عمر مبتنی بر تقسیم فیء در میان فاتحان مسلمان بود، علی اموال را به‌طور مساوی در میان همهٔ آنان که ذی‌حق بودند تقسیم می‌کرد. همچنین عمر زمین‌هایی را که جزو فیء نبود به عنوان امتیاز به بزرگان قریش و دیگر قبایل می‌داد، اما علی هرچند در خصوص مواردی که قبلاً بخشیده شده حتی فدک که عثمان آن را به مروان بخشیده بود مداخله‌ای نکرد، اما هرگز چنین بخشش‌هایی را خود انجام نداد. همچنین علی برخلاف عمر، پیشنهاد داد که تمام درآمدهای دیوانی توزیع گردد و چیزی از آن اندوخته نشود.
بدین ترتیب، در همان بدو امر به همهٔ مسلمانان سه دینار از بیت‌المال بخشید و این موضوع باعث اعتراض طلحه و زبیر شد. آنان علی را متهم به انحراف از سیرهٔ عمر در تقسیم بیت‌المال کردند. سپس، برخی از اصحاب شکایت کردند و از او خواستند تا عرب و قریش را برتر از عجم و موالی قرار دهد. اما وی این کار را ستمگرانه دانست. وی در تقسیم اموال بین سیاه و سفید و برده و آزاد تفاوتی نگذاشت، به‌طوری‌که حتی سهم خواهرش و کنیز خواهرش را یکسان پرداخت و گفت در قرآن برتری بین عرب و عجم یا فرزندان اسماعیل و فرزندان اسحاق ندیده‌است. عبدالله بن عباس در نامه‌ای به حسن مجتبی پس از درگذشت علی، سیاست تقسیم مساوی فیء و دیگر بخشش‌های حکومتی را علت اصلی پراکندگی مردم از گرد علی و گرایش به معاویه برمی‌شمارد. به نظر مادلونگ، عدم پذیرش اعطای امتیاز به سران و بزرگان قبایل از سوی علی، آن‌ها را در برابر رشوه‌های معاویه سست کرد.

### خراج و مالیات
آن لمبتون رویکرد علی به گردآوری خراج را نمونه‌ای از نگرش اخلاقی اسلام به حکومت در جامعه‌ای متشکل از کشاورزان و چادرنشینان می‌داند. چنان‌که علی در نامه به مالک دستور می‌دهد اولویت را بر آبادانی سرزمین قرار دهد نه گردآوری خراج؛ زیرا خراج فقط در نتیجهٔ توسعهٔ کشاورزی به دست می‌آید و اگر کسی بخواهد صرفاً خراج جمع کند، کشور را ویران و مردم را نابود می‌کند و کارش دیری نمی‌پاید؛ لذا اگر مردم از سنگینی مالیات، بلایای طبیعی یا دیگر عوامل شکایت کردند، حاکم باید از بار مالیات بکاهد. تخفیف مالیات اندوخته‌ای است که از طریق توسعهٔ سرزمین و آراستگی دیار بازمی‌گردد. ویرانیِ سرزمین حاصل فقر مردم و در نتیجهٔ تمرکز حاکمان بر ثروت‌اندوزی است.

### تغییر والیان
از اقدامات مهم علی پس از رسیدن به خلافت، عزل والیانی بود که قبلاً عثمان آن‌ها را منصوب کرده بود. او کسانی را که از جهت تقوا قابل اعتماد بودند، به جای برکنارشدگان گماشت و آن‌ها را دستور به طهارت داد. در هنگام عزل و نصب والیان، عبدالله بن عباس و مغیرة بن شعبه وی را به احتیاط و عملکرد مصلحت‌آمیز دعوت کردند. اما علی به حرف این دو عمل نکرد. به نوشتهٔ مادلونگ علی در ابتدای خلافت سیاستی کاملاً برخلاف قوم‌وخویش‌گرایی عثمان در پیش گرفت و جز ابوموسی اشعری، حاکم کوفه، دیگر والیان را عزل کرد. وی عثمان بن حنیف از قبیله اوس را به فرمانداری بصره و قیس بن سعد بن عباده از بزرگان خزرج را به فرمانداری مصر گماشت. انتصاب والیان از میان انصار مدینه، از منظر قریش به منزلهٔ لغو موقعیت برتر آن‌ها در زمان خلفای پیشین بود.
نصر می‌نویسد، پس از خلافت، بسیاری از قبیلهٔ قریش از او روی گرداندند، چون او از حقوق عشیرهٔ بنی‌هاشم که عشیرهٔ پیامبر بود دفاع می‌نمود. همچنین او به این متهم شد که از مجازات قاتلان عثمان خودداری و سمت‌های اداری را از طرفداران عثمان پاکسازی کرده‌است. یکی از مهم‌ترین مخالفان علی، معاویه بود. معاویه فرماندار شام و از خویشان عثمان بود که بدین سبب خونخواهی قاتلان عثمان را حق خود می‌دانست.

### شیوه مواجهه با غیر عرب، غیر مسلمانان و مخالفان
علی بین عرب و عجم تفاوتی نمی‌گذاشت، حتی نقل شده‌است که با موالی مهربان بود و به آن‌ها علاقه داشت. وی ارزش افراد را تنها به دین آن‌ها می‌دانست، نه نژاد و قبیله‌شان. این امر موجب اعتراض اشراف عرب می‌شد.
به گفتهٔ ابن حزم، سید محمدحسین طباطبایی و برخی دیگر، علی در دوران خلافتش اعلام کرد که زرتشتیان نیز از اهل کتاب هستند و پیامبر و کتاب وحیانی دارند، لذا مانند دیگر اهل کتاب از آن‌ها خراج گرفته می‌شد.
فتنه اول نخستین تجربهٔ جنگ میان گروه‌های مسلمان بود. سیرهٔ حکومتی علی در جنگ میان حاکم و شورشیان مسلمان از مبانی تدوین احکام مواجهه با شورشیان درون جامعهٔ اسلامی و تدوین «احکام بغات» بوده‌است، که در پاسخ به خلفای عباسی، به خصوص هارون الرشید، تدوین شده‌است. علی در نبرد جمل حکم کرد که زخمیان و اسیران نباید کشته شوند. با آنان که سلاح می‌اندازند نباید جنگیده شود و آنان که از میدان نبرد می‌گریزند، نباید تعقیب شوند. فقط سلاح‌ها و مرکب‌های جنگی غنیمت گرفته شود. همچنین پس از نبرد دستور داد هیچ زندانی جنگی، زن یا کودکی نباید به بردگی گرفته شود و اموال کشتگان سپاه دشمن به وراث قانونی‌شان برسد.
ولیری می‌گوید علی پس از برگزیده شدن به خلافت از قاتلان عثمان و همچنین از فرقه‌ای که برای او جایگاه فوق بشری قائل بودند، دوری جست.

## قلمرو، ساختار و عوامل حکومتی
علی اکبر ذاکری در کتاب سیمای کارگزاران علی بن ابی طالب، کارگزاران حکومتی را به هفت دسته تقسیم می‌کند که عبارتند از ۱) استانداران و فرمانداران، ۲) کارگزاران بیت‌المال ۳) کارگزاران گردآوری صدقات، زکات و مالیات، ۴) بازرسان، ۵) قضات ۶) کاتبان و دبیران ۷) حاجبان و دربانان که جمع آنان بالغ بر نود و یک تن می‌شود. همچنین عده‌ای به عنوان عیون (نیروی اطلاعاتی)، سفیران و فرستادگان و نیروهای نظامی و انتظامی (شرطه الخمیس) خدمت می‌کردند.
مناطق تحت حکومت علی عبارت بود از شبه‌جزیره عربستان که شامل حجاز، تهامه، نجد، یمن و یمامه می‌شده‌است. عراق شامل مناطق غربی فرات، مناطقی همچون حیره و انبار، مناطق شمالی بین‌النهرین که جزیره نامیده می‌شده و موصل مرکز آن بوده و مناطق جنوبی بین‌النهرین که از جمله شهرهای مهم آن مدائن و بصره بوده‌است. ایران بزرگ که شامل چند استان مجزا نظیر آذربایجان، خراسان و سجستان بوده و فرماندارانی در شهرهای مهم آن نظیر اهواز، ری، اصفهان، همدان، قزوین، اصطخر، اردشیر خره حکمرانی می‌کرده‌اند. همچنین مصر نیز تا مدتی تحت حاکمیت علی بوده‌است. اما شام تحت فرمان معاویه بود، که از حکومت علی سرپیچی نمود. در این زمان سرزمین جزیره بین علی و معاویه تقسیم شده بود. شهرهای موصل، نصیبین، هیت، آمد و سنجار تحت فرمان علی و شهرهای رقه، رها (ادسا)، قرقیسیا و حران تحت فرمان معاویه بودند و درگیری‌های مرزی مکرری در آن‌ها رخ می‌داد.
مهمترین استانداران و فرمانداران منصوب علی که در منابع تاریخی موجودند، به شرح ذیل است
| مصر                            | محمد بن ابی حذیفه، قیس بن سعد بن عباده، محمد بن ابوبکر، مالک اشتر نخعی (در راه مسموم شد و به مصر نرسید) |
| مکه                            | ابوقتاده انصاری، قثم بن عباس (بعد از نبرد جمل) |
| مدینه                          | تمیم بن عمرو (هنگام نبرد جمل)، سهل بن حنیف (پیش از نبرد صفین)، تمام بن عباس، ابوایوب انصاری و حارث بن ربیع |
| آذربایجان                      | اشعث بن قیس (منصوب عثمان)، سعد بن حارث خزاعی، قیس بن سعد بن عباده (قبل یا پس از نبرد صفین) و در اواخر حکومت علی قائم مقام قیس: عبدالله بن شبیل احمسی                                                            |
| جزیره                          | مالک اشتر نخعی (بعد از نبرد جمل)، شبیب بن عامر جد کرمانی |
| موصل                           | نظر جواد فاضل: سعد بن مسعود ثقفی |
| بصره                           | عثمان بن حنیف (قبل از نبرد جمل)، عبدالله بن عباس (بعد از نبرد جمل) و قائم‌مقام ابن‌عباس: زیاد بن ابیه، ابوالاسود دؤلی (پس از ترک امارت بصره از سوی ابن‌عباس و انتصاب زیاد بن ابیه به امارت فارس و کرمان)           |
| کوفه                           | ابوموسی اشعری (منصوب عثمان بود و در دورهٔ پیش از نبرد جمل مدتی ابقا شد)، قرظه بن کعب (در زمان نبرد جمل)، عقبه بن عمرو (نائب علی در کوفه در زمان نبرد صفین) و هانی بن هوذه (نائب علی در کوفه در زمان نبرد نهروان) |
| یمن                            | حبیب بن منتجب (منصوب عثمان بود و علی او را ابقا کرد، قبل از نبرد جمل)، عبیدالله بن عباس (بعد از نبرد جمل) |
| عمان                           | حلوف بن عوف ازدی، نعمان بن عجلان زرقی |
| سرزمین بحرین                   | عمر بن ابی سلمه (بعد از نبرد جمل تا نبرد صفین)، نعمان بن عجلان زرقی |
| اهواز                          | خریت بن راشد |
| مدائن                          | حذیفه بن یمان (منصوب عثمان و علی او را ابقا کرد)، یزیدبن قیس ارحبی (بعد از نبرد جمل)، لام بن زیاد، سعد بن مسعود ثقفی (از هنگام نبرد صفین)                                                                       |
| هیت                            | کمیل بن زیاد |
| استان عالی (انبار)             | ابوحسان بن حسان بکری |
| استان زوابی (کردستان عراق)     | سعد بن مسعود ثقفی (بعد از نبرد جمل تا نبرد صفین) |
| ماهان (شامل کرمانشاه و نهاوند) | عبدالرحمن بن بدیل خزاعی (قبل از نبرد صفین) |
| حیره                           | قرظه بن کعب (نظر جواد فاضل) |
| همدان                          | جریر بن عبدالله بجلی (منصوب عثمان بود و پیش از نبرد جمل مدتی ابقا شد) |
| اصفهان، ری و همدان             | مخنف بن سلیم که وی از زمان نبرد صفین حارث بن ربیع را جانشین در اصفهان و سعد بن وهب را جانشنین در همدان قرار داد. پس از نبرد صفین یزیدبن قیس ارحبی به این سمت منصوب شد.                                          |
| ری                             | یزید بن حجیه (بعد از نبرد نهروان) |
| قزوین                          | ربیع بن خثیم اسدی کوفی |
| خراسان                         | جعده بن هبیره بن ابی وهب (بعد از نبرد جمل)، خلید بن قره یربوعی (قبل از نبرد صفین)، حریث بن جابر حنفی بکری |
| حلوان (کرمانشاهان)             | اشعث بن قیس، اسود بن قطبه یا قطیبه یا قطنه، نظر جواد فاضل: عدی بن حارث |
| اصطخر                          | منذر بن جارود، نظر جواد فاضل: قدامة بن مظعون ازدی |
| اردشیر خره                     | مصقله بن هبیره |
| فارس و کرمان                   | عبداللّه بن اهتم، زیاد بن ابیه (در سال آخر) (طبق برخی منابع عمرو بن سلمه ارحبی و قرظه بن کعب انصاری پیش از زیاد مدتی فرماندار فارس بوده‌اند)                                                                      |
| سجستان                         | عون بن جعده (قبل از نبرد جمل)، ربعی بن کأس (بعد از نبرد جمل) |
| هزارستان                       | شنسب بن جرمک (نظر جواد فاضل) |
| شام                            | علی در بدو خلافت سهل بن حنیف را به فرمانداری شام منصوب کرد، اما طرفداران معاویه به وی اجازهٔ ورود به شام را ندادند.                                                                                              |

## نبرد جمل

### شکل‌گیری شورش اصحاب جمل
عایشه که در جریان شورش علیه عثمان از شورشیان حمایت می‌کرد، پس از طواف خانه کعبه، در راه بازگشت به مدینه خبر قتل عثمان و به خلافت رسیدن علی را شنید. سپس به مکه بازگشت و فعالانه به تبلیغ علیه علی پرداخت و چهار ماه بعد طلحه و زبیر به وی پیوستند. علاوه بر عایشه، افرادی از بنی‌امیه که از مدینه فرار کرده بودند و بر طبق نظر رابرت گلیو، خلافت را در انحصار بنی‌امیه می‌دیدند و اهدافشان با طلحه و زبیر متفاوت بود، در مکه جمع شده و به والیان عزل‌شدهٔ بصره و یمن پیوستند که از بیت‌المال برای خود پول آورده بودند.

مسیر تقریبی لشکرکشی سپاه علی و سپاه جمل

درخصوص انگیزهٔ شورش علیه علی توضیحات متعددی ارائه شده‌است. پوناوالا می‌نویسد طلحه و زبیر که پیشتر از آرزوهای سیاسی خود ناامید شده بودند، وقتی با مخالفت علی در خصوص سپردن حکومت بصره و کوفه مواجه شدند، ناامیدی‌شان افزون‌تر گردید. این دو وقتی شنیدند که هوادارانشان در مکه جمع شده‌اند، از علی درخواست کردند که اجازه دهد که برای عمره مدینه را ترک گویند. پس از آن، این دو بیعت خود با علی را شکستند و مسئولیت قتل عثمان را به گردن وی انداختند و از وی خواستند که قاتلان را محاکمه کند. وچا ولیری می‌نویسد طلحه و زبیر و عایشه اصرار داشتند که حدود شرعی برای همه به‌طور مساوی برپا داشته شود و یک رشته اصلاحات انجام گیرد. از آنجایی که این سه تن در سرنوشت عثمان به نوبهٔ خود مسئول بودند، علت شورششان در راستای درخواست خونخواهی عثمان و مقصودی که از اصلاحات مد نظر داشتند، مبهم به نظر می‌رسد. به نظر می‌رسد که انگیزه‌های اجتماعی و اقتصادی که به خاطر ترس از تأثیرگذاری تندروان بر علی برانگیخته شده بود، توضیح قانع‌کننده‌تری باشد تا احساسات شخصی. هرچند در میان مخالفان عثمان، افراد میانه‌رو بدون شک خواستار تغییر سیاست‌های وی بودند؛ ولی هیچ‌کس فکر نمی‌کرد که کار به تغییرات اساسی سیاست‌ها بکشد. برخی مورخان نظیر مادلونگ بر این باورند که این چند تن کشته شدن عثمان را بهانه‌ای برای مخالفت با علی و جاه‌طلبی خود قرار دادند، زیرا آن‌ها، خلافت علی را با منافع خود، سازگار نمی‌دیدند. از سوی دیگر، شورشیان مدعی بودند که خون عثمان نیازی به قصاص ندارد، زیرا وی به خاطر عمل نکردن به قرآن و سنت محمد کشته شده‌است. ولیری معتقد است علت واقعی این شورش‌ها علیه علی، رویکرد بخشایشگر علی نسبت به مقصران در این قضیه (که این تفکر را القا می‌کرد که آنان مجازات نخواهند شد)، عدم برخورد قاطع از سوی علی با شورشیان، و سیاست محبوب «ضداشرافی‌گری قریش» توسط علی بوده‌است. ایرا لاپیدوس معتقد است علی که بر مبنای از خودگذشتی‌اش در خدمت به محمد و اسلام ادعای خلافت کرده بود، حال به خاطر اینکه قاتلان عثمان وی را در رسیدن به مسند خلافت حمایت کرده بودند، خود را به خطر انداخته بود.

### اصحاب جمل در بصره

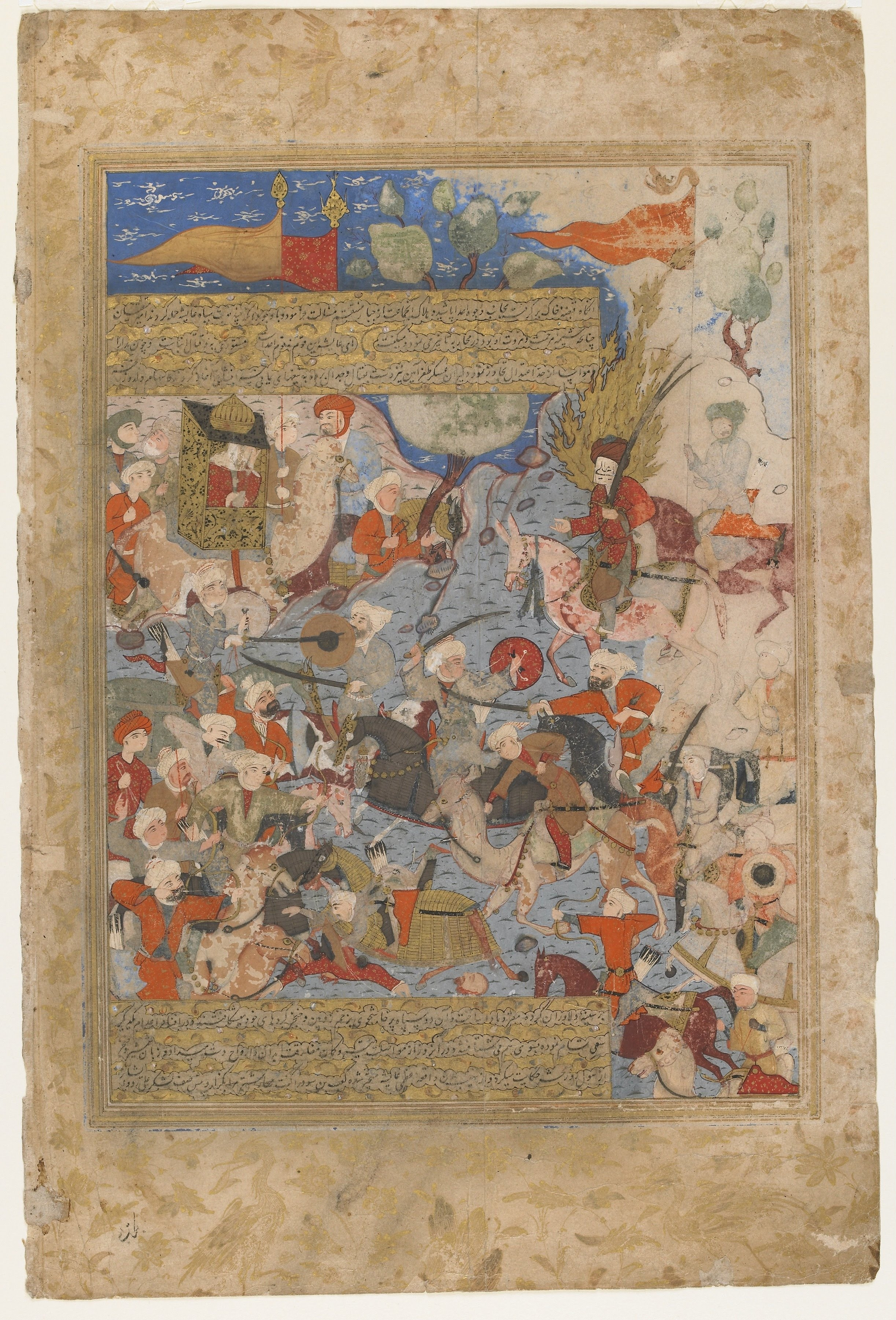
نقاشی نبرد جمل از روضةالصفا میرخواند، سال ۷۲–۱۵۷۱، دورهٔ صفویان

پس از آنکه عایشه، طلحه و زبیر در جمع‌آوری حامیان در حجاز ناکام ماندند، به امید پیدا کردن نیرو و منابع لازم برای بسیج‌کردن حامیان عراقی، با چند صد سرباز تصمیم گرفتند به بصره بروند. ویلفرد مادلونگ تخمین می‌زند که این سه تن، تقریباً چهار ماه پس از خلافت علی در ربیع‌الثانی ۳۶ هجری، مصادف با اکتبر ۶۵۶ میلادی، به همراه حامیانشان، مکه را به سمت عراق ترک کردند.
وقتی علی از این موضوع مطلع شد، سپاهی را در پی آن‌ها گسیل کرد، اما نتوانست به آن‌ها برسد. علی مجبور به جلوگیری از تصرف عراق توسط این گروه شد، چرا که شام فقط از معاویه اطاعت می‌کرد و در مصر نیز هرج‌ومرج برقرار بود؛ بنابراین با از کف رفتن عراق، عملاً استان‌های شرقی وابسته به آن نیز از دست می‌رفتند.
وقتی سپاه عایشه به بصره نزدیک شد، تبلیغات و سخنرانی‌هایش را شروع نمود. عایشه با فرستادن پیک و نامه به افراد سرشناس بصره، کوشید که بصریان را به لشکرکشی خود ملحق کند. عایشه هدف خود را از این قیام، اصلاح نامید و خواستار قصاص قاتلان عثمان، برقراری امنیت و نظم در جامعهٔ درگیر هرج‌ومرج اسلامی و انتخاب مجدد خلیفه‌ای مشروع توسط شورای خلافت گردید و انتخاب مجدد علی را به عنوان خلیفه منوط به بازگشت به سنت محمد و از بین بردن امتیازات دانست. مردم بصره به دو گروه تقسیم شدند، گروهی به عثمان بن حنیف، والی منتخب علی، وفادار مانده، گروهی نیز به لشکر عایشه پیوستند که هر چه می‌گذشت شمار سپاهیانش افزایش می‌یافت. این دو گروه به نزاع برخاستند. اما پس از چندی، متارکهٔ جنگ کردند با این شرط که قصر حکومتی، مسجد جامع و بیت‌المال بصره در اختیار عثمان بن حنیف بماند. به خاطر اهمیت مسئلهٔ امامت نماز، توافق حاصل شد که دو گروه بصره هر کدام برای خود امام جماعت مجزا داشته باشند.

### درخواست یاری علی از مردم کوفه
در حالی که مذاکرات با عثمان بن حنیف به مدت ۲۶ روز به پیش می‌رفت، علی ترجیح داد به جای اینکه به بصره لشکرکشی کند، حمایت کوفه را جلب کند. سپس فرزندش، حسن، را به همراه عمار یاسر به کوفه فرستاد تا از آنجا حامی جلب کند. ابوموسی اشعری والی کوفه پیش از نبرد جمل با علی بیعت کرده بود و با وجود اینکه با روی کار آمدن علی، اکثر حاکمان گمارده‌شده از سوی عثمان عزل شدند، ابوموسی در مقامش ابقا شد. اما وقتی جنگ بین طلحه و زبیر و عایشه با علی بالا گرفت، ابوموسی موضعی بی‌طرف اتخاذ کرد و با وجود تحت فشار قرار گرفتن، از تصمیمش منصرف نشد. وی مردم کوفه را به بی‌طرفی در جنگ داخلی بین مسلمانان فرا خواند. سرانجام حامیان علی وی را از کوفه بیرون راندند و علی نامه‌ای شدیداللحن به وی نوشت و عزلش کرد. نمایندگان علی (مالک اشتر، ابن‌عباس، حسن و عمار بن یاسر) تلاش بسیاری برای جلب حامی برای سپاه علی انجام دادند تا بالاخره شش، هفت یا ۱۲ هزار نفر را به سپاه علی ملحق کردند. مادلونگ می‌نویسد حسن توانست لشکر شش یا هفت هزار نفره فراهم کند و آنان را به ذی قار آورد و به علی ملحق کرد.

### درگیری در بصره
سرانجام شورشیان، بصره را تصرف کرده، عثمان بن حنیف را اخراج کردند و جمعی را کشتند؛ ولیری در باب آغازگر درگیری در بصره می‌نویسد گرچه برخی منابع میانه‌روی سپاه عایشه را می‌ستایند و از فرمان عایشه به سپاهش مبنی بر عدم استفاده از سلاح مگر به عنوان دفاع از خود سخن می‌گویند، اما سپاه عایشه آغازگر جنگ است، چرا که به پول و تجهیزات نیاز داشتند و می‌ترسیدند که در بین سپاه علی که در حال آمدن به بصره بود و سپاه عثمان بن حنیف محصور شوند. سپاه عایشه پس از تصرف بصره، فرمانی عمومی اعلام کرد مبنی بر اینکه تمامی کسانی که در محاصرهٔ خانه عثمان شرکت داشتند، باید تحویل سپاه عایشه شوند و مانند سگان کشته شوند. این کشتار و نحوهٔ توزیع غنایم و مزایا از سوی طلحه و زبیر که به حامیانشان تعلق می‌گرفت، بخشی از مردم بصره را خشمگین نمود و ۳۰۰۰ تن از آنان که جزو بنی عبدالقیس بودند، به علی در ذی قار پیوستند. قبیلهٔ بنی تمیم که مهم‌ترین قبیلهٔ بصره و تحت امر احنف بن قیس بود، در این میان بی‌طرف ماند.

### نبرد
علی به بصره نزدیک شد و باب مذاکرات با طلحه و زبیر و عایشه را باز کرد. در حالی که گمان می‌رفت توافق بین طرفین حاصل شده‌است، جنگ بین دو سپاه ناگهان آغاز گردید. دربارهٔ آغازگر جنگ روایات گوناگونی هست. بر طبق برخی روایات، علی به لشکریانش دستور داد که جنگی را آغاز نکنند، اما پس از آنکه برخی از حامیان علی کشته شدند، وی خود را مستحق دانست که جنگ را علیه برخی مخالفانش از اهل قبله آغاز کند. چون گفتگوها بی‌ثمر بود، علی یکی از مسلمانان را با مصحف در میان مخالفان فرستاد تا آن‌ها را از تفرقه بازدارد و به صلح و تسلیم دعوت نماید. آن‌ها شخص فرستاده‌شده را با تیرهایشان از پا درآوردند و سپس، علی فرمان جنگ داد.
طبری روایت دیگری دارد: از آنجا که علی تمایل نداشت از کسانی از سپاهش که در قتل عثمان دخیل بودند حفاظت کند، آنان سرنوشت خود را در خطر دیدند و جنگ را بدون اطلاع علی آغاز کردند. سید حسین نصر علت تحمیل جنگ را به تندروان هر دو طرف نسبت می‌دهد.
در جمادی الاول یا جمادی الثانی سال ۳۶ (نوامبر یا دسامبر ۶۵۶ میلادی) نبرد جمل رخ داد. منابع در مورد نبرد جمل، حاکی یک رشته نبردهای دو نفره، شجاعت جنگندگان و شعرها و رجزهای خوانده‌شده توسط آنان است. اما این روایات، روند ادامهٔ جنگ را از لحاظ نظامی و تاکتیکی توضیح نمی‌دهند. آنچه از این روایات بر می‌آید این است که بنا به سنت عرب، جنگ بیشتر شامل نبردهای دو نفره و دوئل‌وار بوده و درگیری گروهی و گسترده در آن به چشم نمی‌خورد. مهم‌ترین بخش جنگ، حول هودج عایشه و شترش در جریان بود. وجه تسمیه این جنگ این است که عایشه در مرکز میدان جنگ و بر روی شتری سوار بود. حضور عایشه کاملاً در هودج شترش احساس می‌گردید و از این حضورش، میل شدیدش برای مخالفت با علی هویدا بود. در اثر جنگیدن محافظان عایشه، شتر او به خون آن‌ها آغشته شده بود. محاسبه آمار دقیق رزمندگان در این جنگ و کشته‌شدگان غیرممکن است چرا که منابع در مورد تلفات جنگ، اعدادی بین ۶۰۰۰ تا ۳۰٬۰۰۰ تن گزارش می‌دهند؛ ولیری می‌نویسد عدد ۳۰٬۰۰۰ اغراق است، زیرا شمار افرادی که از مدینه به همراه علی آمدند و افرادی که بعداً به وی پیوستند سر جمع به سختی به ۱۵٬۰۰۰ تن می‌رسد.
درنهایت، سپاه علی پیروز شد و یاران علی زانوی شتر را قطع کردند و شتر به همراه عایشه به زمین نشست. اما عملاً پیش از این هم جنگ به پایان رسیده بود، چرا که طلحه توسط تیری که بسیاری از منابع آن را کار مروان می‌دانند، زخمی شده و پس از انتقال به یک خانه درگذشت. رابرت گلیو می‌نویسد انگیزهٔ مروان از این عمل، این بود که وی هیچگاه طلحه را در قتل عثمان بی‌تقصیر نمی‌دانست. زبیر نیز پس از اینکه علی وی را به یاد سخنی از محمد دربارهٔ خودش انداخت، در مشروعیت جنبشی که به راه انداخته بود مردد شد و میدان جنگ را ترک کرد. برخی از قبیلهٔ بنی تمیم وی را تعقیب کردند و به طرز توطئه‌آمیزی کشتند. رابرت گلیو معتقد است که گرچه در مورد فرار و خیانت و حقارت در این جنگ، در منابع اغراق شده اما این دلایل به‌خوبی نشان‌دهندهٔ بی‌ثباتی مخالفان علی و حاکی از پیروزی آسان علی در این جنگ است.
عایشه بازداشت شد اما با وی با احترام رفتار شد و علی وی را تحت مراقبت به مدینه فرستاد و در این تصمیم سرسخت بود. او به سپاه عایشه امان داد و آن‌ها را پس از اخذ بیعت آزاد کرد.

## از نبرد جمل تا نبرد صفین
با توجه به اینکه علی کسب غنیمت جنگی جز سلاح و مرکب جنگی لشکر جمل را منع کرده بود، وقتی وارد بصره شد، از پول‌هایی که در بیت‌المال یافت، ۵۰۰ درهم به عنوان جبران میان هر یک از سپاهیانش تقسیم کرد. تقسیم مساوی این مبلغ احتمالاً نشانهٔ این است که وی به کهنه‌مسلمانانی که از روزهای اول به اسلام خدمت کرده بودند و تازه‌مسلمانانی که در فتوحات نقش داشتند، یکسان مواجب می‌داد. وی سپس برای جلب حمایت کوفیان علیه معاویه، به آن شهر رفت.
مردم بصره با علی بیعت کردند. علی، عبدالله ابن‌عباس را والی بصره نمود و زیاد بن ابیه را به دستیاری ابن‌عباس گماشت. عبیدالله بن عباس را والی یمن و قثم بن عباس را والی مکه نمود. به نوشتهٔ ولیری و مادلونگ، مالک اشتر نسبت به انتصاب پسران عباس بن عبدالمطلب، عموی علی، به ولایت بصره، مکه و یمن خشمگین و معترض شد.
علی یک ماه پس از نبرد جمل، در رجب ۳۶ هجری مصادف با دسامبر ۶۵۶ یا ژانویه ۶۵۷ میلادی وارد کوفه شد و آن را پایتخت خود قرار داد. سپس مالک اشتر را به فرمانداری موصل و نواحی شمالی بین‌النهرین (جزیره) گماشت. مدتی بعد قیس بن سعد را عزل و به جایش محمد بن ابوبکر را به فرمانداری مصر نصب کرد.
پس از نبرد جمل، چون علی همچنان به سیاست برابری و عدالت در توزیع مالیات و غنائم پایبند بود، توانست حمایت اصحاب محمد به‌خصوص انصار، رهبران قبائل، و قرا را که خواهان رهبری پیرو احکام اسلام بودند، از آن خود کند. علی موفق به تشکیل ائتلافی گسترده شد که دو گروه جدید را به حامیانش افزود. اولی قرّا که آخرین امیدشان در بازیابی نفوذ خود را در علی می‌دیدند و دومی رهبران قبائل سنتی که مجذوب مساوات وی در تقسیم غنائم شده بودند. شکل‌گیری موفقیت‌آمیز این ائتلاف را که افراد گوناگونی چون عمار بن یاسر (مهاجر)، قیس بن سعد (انصار)، مالک اشتر (قرا)، و اشعث بن قیس (رئیس قبیله کنده) را در بر می‌گرفت، می‌توان به پای شخصیت فرهمند علی گذاشت.

## نبرد صفین

مسیر تقریبی لشکرکشی‌ها و نبردهای علی در فتنه اول

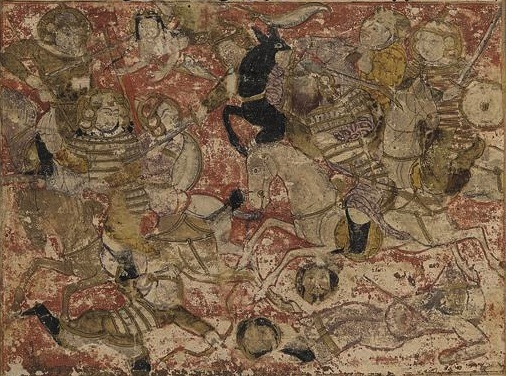
تصویر نبرد صفین از کتاب تاریخ نما اثر بلعمی

علی بی‌درنگ پس از کامیابی در خاتمه دادن به شورش عایشه، طلحه و زبیر، به شام روی آورد. معاویه حاکم سرزمین شام بود. او در زمان عمر به فرمانداری این منطقه گماشته و در زمان عثمان در آنجا تثبیت شده بود.
علی نامه‌ای به معاویه نوشت و آن را به دست جریر بن عبدالله بجلی، فرماندار پیشین همدان که از سوی عثمان برگزیده شده بود، داد تا به دست معاویه برساند و از او بیعت بگیرد، ولی معاویه به بهانه‌های گوناگون جریر را در آن سرزمین نگه داشت و در این مدت دمشق را آمادهٔ نبرد با علی کرد. معاویه اقدام به جلب حمایت قبایل ساکن شام با شعار خونخواهی عثمان کرد. همچنین، وی حمایت عمرو عاص را که سیاستمدار و فرمانده نظامی توانایی بود، در ازای وعدهٔ حکومت مصر به دست آورد. وی تبلیغاتی را با استفاده از افرادی نظیر ولید بن عقبه و شُرَحْبیل بن سِمْط به راه انداخت و علی را به عنوان قاتل عثمان و دیگر مسلمانان به مردم معرفی کرد.
میان علی و معاویه چندین نامه نوشته شد و علی از حق قانونی خود به عنوان حاکم دفاع کرد. معاویه نامه‌های علی را با دیرکرد پاسخ می‌داد و در این میان خود را آمادهٔ نبرد با او می‌کرد. سپس نامه‌ای به علی فرستاد و به او پیشنهاد کرد که من حکومت تو را به شرطی می‌پذیرم که در جایگاه خود باقی بمانم و فرمانداری مصر را هم در دست بگیرم. چون علی این درخواست او را نپذیرفت، معاویه نامهٔ اعلان جنگ و درخواست قصاص قاتلان عثمان را به جریر داد تا به دست علی برساند. همچنین معاویه به خودمختار بودن شام به رهبری خودش اصرار ورزید؛ ولی علی مدعی بود که تمامی استان‌های حکومت اسلامی، باید به‌طور مساوی با مشکلات جامعهٔ مسلمانان روبرو شوند. معاویه در پاسخ به بهانهٔ مشارکت نداشتن در انتخاب علی، حامیان شامی خود را بسیج کرده و از بیعت با علی سر باز زد. از سوی دیگر، معاویه می‌کوشید تا مکاتبات و مراودات دیپلماتیک را از مردم شام مخفی کند، زیرا اگر آن‌ها درمی‌یافتند که وی مطالبهٔ حکومت شام و مصر را دارد، تبلیغاتی که برای خونخواهی عثمان به راه انداخته بود خنثی می‌شد.
میان شورش‌های طلحه و زبیر با شورش معاویه یک تفاوت اساسی بود: در مورد نخست، طلحه و زبیر به دنبال شورا و برگزیدن یک خلیفهٔ دیگر بودند، ولی معاویه ادعا می‌کرد که به خونخواهی عثمان برخاسته‌است و درخواست مجازات قاتلان وی را دارد. پوناوالا می‌نویسد علی معتقد بود که عثمان به این دلیل کشته شد که مردم به خاطر اعمال مستبدانهٔ وی تحت ظلم بودند؛ بنابراین قاتلانش مشمول مجازات نمی‌شوند. اما دفتری می‌نویسد که از بین شورشیان ضد خلافت عثمان (عرب‌های کوفی، بصری و مصری)، عثمان را عرب‌های مصری کشتند؛ و زمانی که معاویه ادعای خونخواهی کرده بود، علی دچار انفعال گشت؛ چرا که قاتلان اصلی گریخته بودند و حال آنکه افرادی دیگر، به نام قُرا، که جزو اطرافیان علی محسوب می‌شدند، در قتل عثمان هم شریک بودند. چون علی نمی‌خواست یا نمی‌توانست قاتلان عثمان را دستگیر و مجازات کند، معاویه بر علی شورید و مشروعیت خلافت او را به چالش کشید.
علی با وجود سختی‌های بسیار که در داخل برایش پیش آمده بود توانست در ذی الحجه ۳۶ هجری (مهٔ ۶۵۷ میلادی) سپاهی در عراق فراهم آورد و آن را روانهٔ صفین کند. چند زدوخورد میان دو سپاه صورت گرفت. تا آغاز ماه محرم که جنگ متوقف شد، یک ماه میان دو سپاه گفتگو صورت گرفت ولی هنگامی که کاملاً روشن شد که گفتگو بی‌نتیجه است، در ماه صفر (ژوئیهٔ ۶۵۷) جنگ دوباره از سر گرفته شد. در مجموع این جنگ سه ماه طول کشید که بیشتر آن به گفتگو میان دو سپاه سپری شد. جنگ برای هر دو گروه بسیار آسیب داشت و نتیجهٔ آن نامشخص بود تا آنجا که پس از یک هفته کارزار سخت، هنگامی که به نظر رسید سحرگاه فردا علی پیروز خواهد شد در شب آخر به نام لیلة الهریر (شب ناله)، عمرو عاص به معاویه پیشنهاد کرد تا سربازانش قرآن‌ها را بر سر نیزه بلند کنند تا در سپاه علی اختلاف و چند دستگی به وجود آید. معاویه که از اختلاف‌نظرها در سپاه علی آگاه بود از این وضعیت بهره‌برداری کرد و این پیشنهاد را پذیرفت.

### قرآن سر نیزه کردن و متارکه جنگ
سپاهیان معاویه قرآن به سرنیزه‌ها آویختند و درخواست کردند تا جنگ ادامه پیدا نکند و در مقابل کار به داوری بر اساس قرآن گذاشته شود. این کار سپاه علی را دچار سردرگمی و تردید کرد. در حالی که علی بر ادامهٔ جنگ اصرار داشت و به آن‌ها هشدار می‌داد که معاویه مرد دین نیست و این فریب و نیرنگ است، قرا نتوانستند دعوت به قرآن را اجابت نکنند و حتی برخی از آن‌ها وی را تهدید کردند که اگر به جنگ ادامه دهد، وی را تحویل سپاه دشمن دهند یا با وی همچون عثمان عمل کنند. علی در مواجهه با تهدید سپاهیانش متارکهٔ جنگی را پذیرفت و به علت اصرار سربازانش، به ناچار به حکمیت قرآن تن داد.
پوناوالا در این باره می‌نویسد که کاملاً روشن بود درخواست صلح، نه برای علی که برای اهل عراق بود که بیشتر سپاه علی را تشکیل می‌دادند، تا از این رهگذر، با دستاویز قرار دادن تعصب مردم در اعتقادات مذهبی، علی را از هوادارانش جدا کند. فریب جنگی این کار برای علی روشن بود، اما شمار اندکی از سربازان او می‌خواستند جنگ را ادامه دهند. اشعث بن قیس که قدرتمندترین رهبر قبیله‌ای کوفه بود، اصرار به قبول دعوت معاویه داشت. بر پایهٔ روایت‌ها، وی به علی گفت که اگر پیشنهاد صلح را نپذیری، یک نفر هم از قبیلهٔ من برای تو نخواهد جنگید. سر باز زدن تودهٔ سپاه علی از ادامهٔ جنگ، عامل تعیین‌کننده‌ای در پذیرش حکمیت از سوی او بود. بیشتر قرا هم می‌خواستند صلح کنند. علی جنگ را متوقف کرد و اشعث را فرستاد تا از هدف معاویه آگاه شود. معاویه پیشنهاد کرد که هر دو طرف، داوری را برگزینند تا با هم به تصمیمی بر پایهٔ قرآن برسند و این تصمیم برای هر دو بی‌درنگ اجرا شود. اما به‌تدریج با روشن شدن طرح معاویه گروهی از عابدان متقی سپاه علی که حدود ۴۰۰۰ نفر بودند با طرح حکمیت به مخالفت برخاستند. از دید این گروه معاویه در واقع در پی بهره‌برداری از حکمیت برای تحکیم قدرت خود بود. آن‌ها به علی اصرار کردند که جنگ را ادامه دهد، اما با توجه به مخالفت اکثریت سپاه با تداوم جنگ، علی علی‌رغم میلش درخواست آن‌ها را نپذیرفت. بسیاری از تاریخ‌پژوهان معتقدند که این، ترفندی حساب‌شده از سوی معاویه بود.
پوناوالا می‌نویسد که در این زمان به نظر می‌رسد که معاویه هیچ‌گونه تلاشی برای مسائلی از قبیل خونخواهی عثمان و بازگشت به شورای انتخاب خلیفه که قبلاً بر روی آن پافشاری می‌کرد، انجام نداد. اکثر سربازان علی در این شرایط به حکمیت راضی بودند و حال به دنبال تعیین داور از سپاه علی بودند که باید با عمرو عاص، نمایندهٔ شامیان، روبرو گردد. این مهم که داور، نمایندهٔ علی باشد یا نمایندهٔ عراقی‌ها که عمدتاً کوفی بودند، شکاف بیشتری در سپاه علی به وجود آورد. انتخاب علی عبدالله بن عباس یا مالک اشتر بود اما اشعث بن قیس و قرا آن را رد کرده و بر روی ابوموسی اشعری پافشاری کردند. ابوموسی مخالف علی بود و پیشتر، مردم کوفه را از یاری علی بازمی‌داشت. قرا طرفدار ابوموسی بودند چرا که وی از خودمختاری استان‌ها طرفداری کرده بود. در این هنگام، اشعث بن قیس آرزو داشت که بلاتکلیفی بین علی و معاویه طولانی شود تا بتواند از قدرت علی جلوگیری کرده و نفوذ گذشتهٔ خود را دوباره به‌دست آورد. علی سرانجام به انتخاب ابوموسی رضایت داد.
توافق حکمیت در ۱۵ صفر ۳۷ (۲ اوت ۶۵۷) منعقد شد. در هنگام طرح توافق برای حکمیت، علی مجبور به زدودن عنوان امیرالمؤمنین از مقابل نامش شد، تا توافق پیش برود. معاویه اعتراض کرده بود که اگر به نظرش علی به‌واقع خلیفه بود، معاویه هرگز با او نمی‌جنگید. علی به تأسی از محمد که اجازه داده بود در پیمان‌نامهٔ صلح حدیبیه عنوان «رسول‌الله» از جلو نامش حذف شود، در نهایت زیر بار درخواست معاویه رفت. بندهای اصلی توافق‌نامه مطابق با خواست جناح صلح‌طلب تنظیم شد. طبق توافق‌نامه بنا شد، وظیفهٔ داوران نامبرده آن باشد که بر اساس احکام قرآن به توافق برسند و در هر موردی که نتوانند حکم آن را در قرآن بیابند از راهنمایی‌های سنت عادل و مورد اتفاق که در موردش بین دو طرف اختلافی نیست، استفاده کنند؛ و در نهایت به یک توافق الزام‌آور برسند. موضوع حکمیت به‌طور مشخص تصریح نشد، اما قرار شد که بر اساس مصلحت امت تصمیم بگیرند و امت را دچار شقاق و جنگ نکنند. زمان اولیه برای توافق هفت ماه بعد، ماه رمضان، مقرر شد و شرایطی برای مکان، شهود و دیگر شرایط تشکیل جلسه تعیین شد. به نوشته مادلونگ در روایت نصر بن مزاحم منقری شرطی مبنی بر عدم تعارض رأی دو حَکَم با وحی الهی وجود دارد که در دیگر نسخ تاریخی نیست، هرچند بدون ذکر آن هم روشن بوده‌است که هر رأیی برخلاف قرآن نامعتبر خواهد بود.
به نوشتهٔ مادلونگ نه تنها مفاد حکمیت علیه علی بود، بلکه نفس پذیرش حکمیت برایش یک شکست سیاسی محسوب می‌شد. حکمیت از یک سو باور پیروان علی به حقانیت موضعشان را سست کرد و باعث شکاف در سپاه علی شد و از سوی دیگر به شامیان اطمینان داد که ادعاهای فریبکارانهٔ معاویه اساسی استوار در قرآن دارد. این امر پیروزی اخلاقی برای معاویه محسوب می‌شد. بدین ترتیب در شرایطی که هم علی و هم معاویه می‌دانستند که حکمیت در پایان شکست خواهد خورد، معاویه که در آستانهٔ شکست در جنگ بود فرصتی یافت تا موضعش در شام را مستحکم و علیه علی تبلیغات کند.

## پیدایش خوارج
در خلال شکل‌گیری توافق بر سر حکمیت، ائتلاف حامیان علی شروع به از هم پاشیدگی کرد. در بازگشت به کوفه سپاه علی به دو گروه موافقان و مخالفان حکمیت تقسیم شد. در حالی که مخالفان حکمیت شعار لا حکم الا الله (حکم کردن جز برای خدا نیست) می‌دادند و موافقان را متهم به بدعت می‌کردند، موافقان حکمیت مخالفان را متهم به خارج شدن از صف امام و امت می‌کردند. بدین ترتیب دوازده هزار مرد که مخالف حکمیت بودند از سپاه علی جدا شدند و در حرورا تجمع کردند. در میان آن‌ها بسیاری از موافقان اولیهٔ متارکهٔ جنگ و حکمیت بودند که اکنون به اشتباه خود پی برده بودند. آن‌ها متعهد شدند پس از پیروزی برای انتخاب خلیفه شورا تشکیل دهند.
اسماعیل پوناوالا می‌گوید مسئله توسل به سنت، باید مهم‌ترین دلیل واکنش قرّا بوده باشد. آن‌ها با حکمیت موافقت کردند، چون حکمیت دعوت به صلح و به کار بردن قرآن بود. در آن زمان، بندهای توافق‌نامه هنوز تعیین نشده بود و در آن موردی که علی دیگر امیرالمؤمنین تلقی نخواهد شد، وجود نداشت. از آن جدی‌تر، گسترش اختیارات داوران از قرآن به سنتی که ابهام‌آمیز است، اعتبار قرآن را به خطر می‌انداخت؛ بنابراین معادل «حکم کردن افراد در امر دین» (تحکیم الرجال فی الدین) به حساب می‌آمد. از این رو، آنان شعار لا حُکم الا الله (حکم کردن جز برای خدا نیست) را برافراشتند. در این زمان، شامیان ادعا کردند که این توافق‌نامه، تأییدی است بر اینکه قرآن در مورد عادلانه بودن یا نبودن کشته شدن عثمان، حکم کند؛ ولی قرا شکی نداشتند که او عادلانه کشته شده‌است. کل ماجرا یک تلاش سازمان‌یافته برای تخریب ائتلاف علی به نظر می‌رسد. قرا به علی گفتند که اگر همانند آنان به خاطر پذیرش حکمیت توبه نکند، آنان از وی اعلان برائت خواهند نمود.
علی که گرفتار نافرمانی حروریان شده بود، ابتدا پسر عمویش عبدالله بن عباس را به عنوان نمایندهٔ خود برای مذاکره به حرورا فرستاد و سپس خودش شخصاً برای بحث به آنجا رفت؛ ولیری می‌گوید استدلال‌هایی که حروریان در بحث با علی به کار می‌گرفتند در تاریخ طبری یا دیگر منابع سنی یا کتبی که به نفع علی جهت‌دار هستند ذکر نشده، حال آنکه استدلال ابن‌عباس و علی ذکر شده‌است. استدلالشان به‌طور خلاصه این بوده‌است: «وقتی ما خون عثمان را ریختیم، بر حق بودیم. چون او بدعت در دین آورده بود. به همین ترتیب وقتی خون طلحه و زبیر و هوادارانشان را ریختیم نیز بر حق بودیم. چون آن‌ها شورشی بودند. همچنین وقتی که خون یاران معاویه و عمرو عاص را ریختیم نیز بر حق بودیم، چون آنان از حدود کتاب خدا و سنت پیامبر تجاوز کرده بودند. از دید آنان، آیا معاویه و یارانش از خدا تبعیت می‌کردند؟ پاسخ طبعاً منفی است. پس خدا حکم خود را در این مورد اعلام نموده و باید اجرا شود. این یکی از حدود الهی است و باید مانند دیگر حدود اجرا شود. انسان در موردی که خدا حکمش را داده حق داوری ندارد (لا حکم الا لله)».
به عقیده ولیری به نظر نمی‌رسد استدلال‌هایی که علی پیش روی این گروه سرسخت قرار داد (که در منابع مختلف با یکدیگر فرق دارد) توانسته باشد بر استدلال‌های آنان فائق آمده باشد. اما مادلونگ می‌نویسد علی به آن‌ها یادآور شد که خودشان مجبورش کردند که متارکهٔ جنگ کند، حال آنکه او هشدار داد که این نیرنگ است. همچنین گفت که اگر دو حکم از قرآن عدول کنند، رأیشان پذیرفته نخواهد شد. وی افزود که با حکمیت افراد در امر دین موافق نیست، بلکه حکمیت با قرآن است. اما قرآن که متن مکتوب است و سخن نمی‌گوید و افراد باید از آن استنطاق کنند و آن را به سخن درآورند. به روایت ابومخنف، آن‌ها به علی گفتند که پذیرش حکمیت کافرانه بوده و آن‌ها از آن توبه کرده‌اند و علی نیز باید توبه کند تا مجدداً با وی بیعت کنند. علی در پاسخ گفت از هر گناهی به خداوند توبه می‌کند.
علی از آنان خواست که دست از مخالفت بردارند و در این کار موفق شد. در کتاب النهروان اثر فزاری آمده که علی قول داد جنگ با معاویه را ادامه دهد و ضمانت محکمی بر این قول قرار داد. در برخی منابع آمده که علی گفت: «ما مالیات جمع‌آوری می‌کنیم. اسب‌های خود را قبراق و سرحال می‌کنیم و سپس به سوی معاویه دوباره لشکرکشی می‌کنیم.» ولیری معتقد است این جمله نشان می‌دهد که علی به حروریان امتیاز داد. طه حسین معتقد است که در این زمان یک سوء تفاهم بین علی و خوارج پیش آمده‌است. اما پس از اینکه علی به کوفه بازگشت، به‌طور صریح اعلام کرد که به شرایط منعقدشده در عهدنامه صفین وفادار خواهد ماند و حکمیت را بدعت و کافرانه نمی‌داند. مادلونگ می‌گوید اغلب حروریان از جمله رهبرانشان موضع علی را پذیرفتند، اما اقلیتی علم مخالفت برداشتند و شعار لا حُکم الا لِله (حکم جز برای خدا نیست) سر دادند. علی در پاسخ گفت کلمة الحق، یراد بها الباطل (سخن حقی است که از آن مقصودی باطل را می‌جویند). آن‌ها امارت را انکار می‌کنند، حال آنکه وجود حکومت برای تدبیر امور دینی لازم است. در نتیجهٔ این سخن، گروهی که همچنان حکمیت را بدعت می‌دانستند و خوارج نامیده شدند با یکدیگر ملاقات‌های پنهانی ترتیب داده و با عبدالله بن وهب راسبی بیعت کردند و پنهانی گریختند. آنان از همفکران خود در بصره دعوت به عمل آوردند و در نهروان جمع شدند. فرد دانر معتقد است بعضی از خوارج ممکن است علت مخالفتشان با علی این بوده‌باشد که می‌ترسیدند علی با معاویه سازش کرده و در پی آن، آنان برای حساب پس دادن در مورد شورش خود علیه عثمان فراخوانده‌شوند.

## تمایز یافتن شیعیان علی
مادلونگ می‌گوید پس از جدایی خوارج، حامیان علی بر مبنای ولایت علی مجدداً با وی بیعت کردند. این بار، آن‌ها با ارجاع به حدیث غدیر که از محمد نقل شده‌است، متعهد شدند دوست کسی باشند که با وی دوست است و دشمن آنکه با وی دشمن است. («ولی لمن والاه، عدو لمن عاداه») علی تصریح کرد که پایبندی به سنت محمد نیز به شرط بیعت افزوده شود، اما سنت ابوبکر و عمر را به عنوان شرط بیعت نپذیرفت. اما خوارج می‌گفتند بیعت باید مبتنی بر قرآن و سنت محمد، ابوبکر و عمر باشد، نه ولایت یک شخص خاص. احتمالاً در همین زمان، علی حدیث غدیر را علناً در برابر عموم اعلام کرد و از مردمی که شاهد واقعه غدیرخم بوده‌اند درخواست کرد که بر آن شهادت دهند. دوازده یا سیزده تن از صحابه شهادت دادند که این حدیث را از محمد شنیده‌اند که علی «مولای» آن کس است که محمد مولای اوست. («من کنت مولاه فهذا علی مولاه») بدین ترتیب علی صراحتاً مرجعیت دینی فراتر از ابوبکر و عمر را برای خود مطرح کرد. عبدالحسین امینی در الغدیر بر مبنای روایات شیعه و سنی این استشهاد را مربوط به سال ۳۵ هجری و اوائل استقرار علی در کوفه می‌داند و در تاریخ معروف به روز رحبه است. طبق روایات بین دوازده تا سی نفر که شاهد ماجرای غدیر بودند، بر حدیث غدیرخم در خصوص وی شهادت داده‌اند.
در سال‌های بعد، به خصوص پس از سقوط مصر و کشته شدن شیعیانش در آنجا، علی با صراحت بیشتر دیدگاه‌هایش از جمله دربارهٔ خلفای پیشین و استحقاقش بر خلافت محمد را در نامه‌ای خطاب به پنج تن از شیعیانش بیان کرد که متن آن در الغارات ثقفی آمده‌است.

## حکمیت

### حکمیت اول
به نظر می‌رسد که اولین دیدار داوران طبق توافق قبلی در رمضان یا شوال ۳۷ هجری مصادف با فوریه یا مارس ۶۵۸ میلادی، در منطقهٔ بی‌طرف دومة الجندل برگزار شد و احتمالاً تا ذی القعده (آوریل) آن سال طول کشید. نتیجهٔ دیدار این شد که اعمالی که عثمان به آن‌ها متهم شده بود، مستبدانه نبود و وی ناعادلانه کشته شده و معاویه حق خونخواهی از وی را دارد. مادلونگ می‌گوید، این تصمیم، یک مصالحهٔ سیاسی بود که بر اساس تحقیق قضایی صورت نگرفته بود. با این حال، رأی به بیگناهی عثمان تبدیل به یکی از عقاید دینی اهل سنت گردید. این حکم مطلوب عمرو عاص بود، زیرا مانع از پیوستن افراد بی‌طرف به علی می‌شد.
اما موضوع اصلی، رفع اختلاف مسلمانان دربارهٔ خلیفه بود. به نوشتهٔ مادلونگ ابوموسی شخص بی‌طرف و صلح‌جویی بود، اما در این زمان حاضر به متهم کردن علی یا خلع وی و پذیرش خلافت معاویه نبود. وضعیت ایدئال برای ابوموسی تشکیل شورای خلافت متشکل از افراد بی‌طرف بود. عمرو عاص بر آن بود که جلو هر تصمیمی دربارهٔ خلافت علی یا تشکیل شورای خلافت را بگیرد. البته به نظر مادلونگ، در این زمان هنوز بحث خلافت معاویه مطرح نبود. بدین ترتیب مادلونگ تصریح می‌کند که برخلاف برداشت ولیری، حکمیت در دستیابی به هدف اصلی‌اش که رفع اختلاف و پایان فتنه بود شکست خورد، هرچند برای معاویه دستاورد سیاسی بزرگی داشت و شامیان تا ذی الحجه (آوریل و مه) ۳۷ هجری با معاویه به عنوان خلیفه بیعت کردند. در مقابل، کوفیان به ابوموسی معترض شدند و وی به مکه گریخت. علی رأی صادرشده را تقبیح کرد و اعلام نمود دو حکم قرآن را پشت سر انداخته و نهایتاً به وفاق هم نرسیدند. سپس از مردم خواست مجدداً برای جنگ با معاویه گرد آیند.

### حکمیت دوم
حکمیت دوم احتمالاً در محرم ۳۸ هجری مصادف با ژوئن یا ژوئیه ۶۵۸ میلادی یا شعبان آن سال مصادف با ژانویهٔ ۶۵۹ میلادی در اذرح رخ داد. مادلونگ می‌نویسد با توجه به اینکه علی دیگر ابوموسی را نمایندهٔ خود نمی‌دانست و کسی را نیز به نمایندگی تعیین نکرده بود، در این واقعه مشارکتی نداشت. از سوی دیگر بزرگان دینی مدینه که در حکمیت اول شرکت نداشتند کوشیدند تا از این طریق بحران خلافت را حل کنند. پوناوالا می‌گوید پس از حکمیت اول علی و معاویه هیچ‌کدام دیگر خلیفه به حساب نمی‌آمدند و حاکمانی شورشی تلقی می‌گردیدند. اما به عنوان دو رقیب برای خلافت به حساب می‌آمدند. به نظر می‌آید که داوران و دیگر افراد نامدار، به استثنای نمایندگان علی، با یکدیگر ملاقات کردند تا دربارهٔ انتخاب خلیفهٔ جدید به بحث بپردازند.
به نوشتهٔ مادلونگ این رخداد در زمین‌های تحت حکومت معاویه رخ داد و وی کوشید تا ادعای خلافت خود را که در شام تثبیت کرده بود، از طریق اقناع بزرگان دینی که بی‌طرف مانده بودند به کل امت اسلامی گسترش دهد؛ لذا، بزرگانی از صحابه و تابعین نظیر عبدالله بن عمر، عبدالرحمان بن ابوبکر، عبدالله بن زبیر و مغیره بن شعبه را نیز دعوت کرد. عمروعاص از خلافت معاویه حمایت می‌کرد، اما ابوموسی اشعری در پی تشکیل شورای خلافت یا گزینش دامادش، عبدالله بن عمر، بود. عمروعاص ابوموسی را فریفت و وی به شکل ابلهانه‌ای به آلت تحقق امیال معاویه تبدیل شد. پوناوالا می‌نویسد عبدالله بن عمر به خاطر فقدان اجماع بر روی خلیفه شدنش، این پیشنهاد را رد نمود. پس از آن، ابوموسی اشعری به عمرو عاص پیشنهاد کرد که هم علی و هم معاویه از خلافت عزل شده و کار تعیین خلیفه به شورا سپرده شود و عمرو عاص پیشنهادش را پذیرفت. ابوموسی در ملأ عام توافقش با عمرو عاص را اعلام کرد ولی عمرو عاص برخلاف توافق پیشین بیان داشت که علی را عزل و خلافت معاویه را تأیید می‌کند. این امر سبب شد ابوموسی برآشوبد و حکمیت را ترک کند. مادلونگ می‌نویسد، هرچند بزرگان مذهبی حجاز ادعای معاویه بر خلافت را به رسمیت نشناختند، اما وی با این نمایش به پیروانش در شام نشان داد که آن‌ها به لحاظ سیاسی چقدر ناتوان هستند؛ بنابراین در آینده دیگر طرف مشورت قرار نمی‌گرفتند.

## نبرد نهروان
پس از حکمیت اول، هنگامی که علی دریافت معاویه بیعت با خود به عنوان خلیفه را پذیرفته‌است، تمامی روابط با وی را قطع کرد و در قنوت نماز صبح وی و برخی اصحابش را مطابق با سنتی مشابه از محمد لعن نمود و معاویه نیز متقابلاً با علی و فرزندانش و یاران نزدیکش چنین کرد. علی سعی کرد سپاه تازه‌ای را سامان دهد و از مسلمانان خواست با کسانی بجنگند که بر شیوه کسری و قیصر حکومت می‌کنند و بندگان خدا را به خدمت می‌گیرند. وی از خوارج نیز برای پیوستن به جنگ علیه معاویه دعوت کرد، اما آنان پافشاری کردند که علی اول اقرار به توبه از کفری کند که به نظرشان با پذیرش حکمیت مرتکب شده بود. پوناوالا می‌گوید در این هنگام، فقط انصار، باقی‌ماندگان قرا به رهبری مالک اشتر و تعداد کمی از مردان قبایلشان به علی وفادار ماندند. علی با سپاه جدیدش کوفه را به منظور براندازی معاویه ترک کرد. البته در روایت تاریخی سپاه علی تا ۶۵٬۰۰۰ هزار نفر تخمین زده شده، اما مادلونگ معتقد است در این عدد مبالغه شده‌است.
در همین ایام که علی در راه شام بود، خوارج دست به کشتن افرادی نظیر عبدالله بن خباب بن ارت و همسر باردارش زدند، که از حامیان علی بودند و با خوارج اختلاف دیدگاه داشتند؛ لذا سپاه علی و به خصوص اشعث بن قیس از وی خواستند که نخست با خوارج برخورد کند، چون از جانب آن‌ها برای خویشان و اموال خود احساس ناامنی می‌کردند. پس علی در ابتدا به نهروان رفت تا با مخالفان تعامل کند. هرچند نظر اکثریت سپاه بر این بود، اما برخی سپاه را ترک کردند. علی از خوارج خواست که قاتلان را تسلیم کنند، اما آن‌ها در پاسخ گفتند جملگی این قتل‌ها را مرتکب شده و ریختن خون شیعیان علی را حلال می‌دانند.
نبرد نهروان به روایت بلاذری در ۹ صفر ۳۸ هجری (حدوداً ۱۷ ژوئیهٔ ۶۵۸ میلادی) رخ داد، اما مادلونگ بیشتر احتمال می‌دهد که نبرد طبق روایت ابومخنف در ذی‌الحجه ۳۷ هجری مقارن با نیمهٔ مهٔ ۶۵۸ میلادی رخ داده باشد. علی و برخی از اصحابش از خوارج خواستند که دست از دشمنی و جنگ بردارند، اما آن‌ها نپذیرفتند. سپس علی پرچم عفو را دست ابوایوب انصاری داد و اعلام کرد هر کس نزد آن پرچم برود و همچنین اگر کسی از خوارج، نهروان را ترک کند و مرتکب قتلی نشده باشد، در امان است. بدین ترتیب صدها تن از خوارج از سپاهشان جدا شدند و از حدود ۴۰۰۰ نفر تنها ۱۵۰۰ یا ۱۸۰۰ تن باقی ماندند. نهایتاً علی منتظر ماند تا خوارج نبرد را آغاز کنند و سپس با سپاهی حدوداً چهارده هزار نفری به باقی‌ماندهٔ لشکر خوارج یورش برد. از سپاه علی بین ۷ تا ۱۳ نفر کشته شدند، حال آنکه تقریباً همه خوارجی که دست به شمشیر بردند کشته و زخمی شدند. علی دستور داد زخمیان خوارج برای مداوا به قبایلشان تحویل داده شوند. در سال‌های بعد نیز پنج شورش هر بار توسط چند صد نفر از خوارج علیه علی انجام شد و هر بار شکست خورد.
مادلونگ می‌نویسد نبرد با خوارج چالش‌برانگیزترین رخداد دوران خلافت علی بود. هرچند از دید یک دولتمرد عادی جنگ با شورشیانِ بیعت‌شکنِ خون‌ریزی که آشکارا تهدید به قتل دیگران می‌کردند معقول و بلکه ضروری بود، اما اینان پیش از این از همراهان علی و همچون خود وی از مخلص‌ترین باورمندان به قرآن بودند. آن‌ها می‌توانستند از پرشورترین متحدان علی در مقابله با انحراف از قرآن باشند. اما علی نمی‌توانست به درخواست آنان، اقرار به کفر خود کند یا دیگر مسلمانان را کافر بداند یا آنکه از قتل‌هایی که مرتکب شده بودند چشم‌پوشی کند. بعد از این رخداد، اولویت نخست علی آن بود که مجدداً در میان قرا وفاق ایجاد کند. هرچند علی درصدد بود که مستقیماً از نهروان به سوی شام لشکرکشی کند، اما سپاهش به رهبری اشعث بن قیس با شکوه از فقدان توشهٔ جنگی او را مجبور به حرکت به سمت کوفه کردند و در آنجا لشکرگاه را ترک کردند. پوناوالا می‌نویسد کشتار نهروان از سوی بسیاری از افراد تقبیح شد و فرار کردن سربازان از سپاه علی، وی را مجبور کرد تا به کوفه بازگردد و نتواند به سمت معاویه لشکرکشی کند.

## سال‌های آخر خلافت

### سقوط مصر
محمد بن ابی بکر، فرماندار مصر، در مواجهه با طرفداران عثمان ناتوان بود و آن‌ها به‌تدریج به معاویه گرایش یافتند. وقتی علی دریافت وی از کنترل اوضاع مصر ناتوان است، بلافاصله پس از حکمیت و پیش از لشکرکشی مجدد به سوی شام مالک اشتر را به جای وی گماشت. اما مالک در طول راه به دست عوامل معاویه مسموم و کشته شد. سپس عمرو عاص با سپاهی شش هزار نفره به مصر حمله برد و حامیان عثمان در آنجا به وی پیوستند و سپاه دو هزار نفره محمد بن ابی بکر را شکست دادند. آن‌ها جسدش را در پوست خری کردند و سوزاندند. در این احوال، علی به زحمت طی ۵۰ روز توانست سپاهی دو هزار نفری برای یاری محمد بن ابی بکر تدارک بیند، اما پیش از گسیل آن‌ها خبر کشته شدن او را دریافت کرد.
ولیری می‌نویسد در زمانی که علی مشغول رفع شورش خوارج بود معاویه کنترل مصر را در دست گرفت. اما مادلونگ می‌نویسد احتمالاً فتح مصر توسط معاویه مدتی بعد از نبرد نهروان رخ داده‌است و تاریخ این واقعه صفر یا ربیع‌الاول ۳۸ هجری مقارن با ژوئیه، اوت یا سپتامبر ۶۵۸ میلادی بوده‌است. پوناوالا می‌نویسد در اواخر ۳۹ هجری مصادف با ۶۶۰ میلادی، معاویه سپاهیان علی را در مصر شکست داد و عمروعاص را حاکم آنجا نمود. در همین زمان، علی کنترل حجاز را نیز از دست داد.

### اختلاف با عبدالله بن عباس و آشفتگی وضعیت بصره
همزمان با روی گردانیدن بسیاری از طرفداران علی از وی و مدتی پس از سقوط مصر، رابطهٔ ابن‌عباس، والی بصره، نیز با وی تیره شد. مادلونگ این موضوع را به اختلاف میان زیاد بن ابیه، عامل خراج وی، و ابوالاسود دؤلی نسبت می‌دهد. ابن‌عباس جانب زیاد را می‌گیرد و ابوالاسود به علی شکایت می‌کند. در پی آن علی از ابن‌عباس درخواست می‌کند گزارشی از وضعیت اموال عمومی تحت کنترلش شامل خراج و جزیه و مخارج بدهد. اما ابن‌عباس برخورد علی را توهین‌آمیز قلمداد می‌کند و به اعتراض منصب ولایت بصره را رها می‌کند. وی اموالی از بیت‌المال را به عنوان سهم خود می‌برد، لذا علی او را در قبال دست‌اندازی به بیت‌المال به‌شدت مؤاخذه و تهدید می‌کند. مادلونگ دلیل تصاحب بیت‌المال را، نه صرفاً اعتراض وی به علی، بلکه مخالفتش با سیاست تقسیم مساوی فیء می‌داند. ولیری می‌نویسد، ابن‌عباس منصب فرمانداری بصره را ترک می‌کند و بخشی از بیت‌المال آن را برای خود برداشته و به حجاز می‌رود. دلیل این عمل ابن‌عباس در برخی منابع به این صورت آمده که ابن‌عباس به خاطر مؤاخذه‌ای که علی از وی به اتهام اختلاس مالیات بصره ترتیب داده بود رنجیده شد و اختلاس را رد کرد و بیان داشت که تنها وظیفهٔ دولتی‌اش را انجام داده‌است. اما ولیری بر این باور است که این امر به دلایل دیگری رخ داده‌است، مانند کشتار خوارج در نهروان که بر طبق روایات معتبر، ابن‌عباس این کار را نادرست شمرده بود و اعتقاد وی مبنی بر «موضع‌گیری‌های نادرست علی» و اصرارش بر ماندن به عنوان خلیفه، با اینکه در ماجرای حکمیت رأی بر این نهاده شده بود که علی دیگر خلیفه نباشد. اما مادلونگ ضمن بررسی موضع ابن‌عباس در خصوص کشتار نهروان، این احتمال را که علت اختلاف بین وی و علی این نبرد بوده باشد رد می‌کند.
زمان وقوع این واقعه در منابع به سال‌های ۳۸، ۳۹ یا ۴۰ هجری گزارش شده که ولیری به دلیل اینکه بعد از سال ۳۸، ابن‌عباس را فاقد فعالیت سیاسی مهمی می‌داند، این سال را به عنوان سال وقوع حادثه می‌پذیرد. وی روایاتی که در آن‌ها ابن‌عباس تا زمان کشته شدن علی به حکومتش وفادار مانده را رد می‌کند. در مقابل مادلونگ صراحتاً دیدگاه کائتانی و ولیری دربارهٔ رابطه ابن‌عباس و علی را رد می‌کند و می‌گوید هرچند ابن‌عباس اموالی را از بیت‌المال بصره به عنوان سهمش با خود برد، اما بعداً مجدداً روابط حسنه وی با علی برقرار شد و احتمالاً بخشی از اموال را نیز برگرداند. همچنین علی کسی را به جایش بر مسند زمامداری بصره منصوب نکرد و وی بعد از مدتی به عنوان والی به بصره بازگشت.

### یورش‌های شامیان به عراق، حجاز و یمن
معاویه حملات پراکنده‌ای را از ۳۷ هجری، پس از نبرد نهروان، تدارک دید که به صورت راهزنی و قتل مردم عادی با هدف ایجاد رعب و وحشت در سرزمین‌های عراق و حجاز انجام می‌شد و تاریخ‌نگاران مسلمان آن‌ها را اصطلاحاً «غارات» نامیده‌اند.
در سال ۳۸ هجری، زمانی که به جهت اختلاف ابن‌عباس با علی وضع بصره آشفته بود، معاویه کوشید از شرایط بصره بهره‌داری کند و عبدالله بن عمرو حضرمی را به بصره اعزام کرد تا کنترل آنجا را در دست گیرد. هرچند وی با مقاومت زیاد بن ابیه، عامل علی در بصره، و جمعی از بصریان مواجه شد، اما با حمایت جمعی دیگر توانست به عنوان حاکم عمل کند و از اتباعش برای معاویه خراج بگیرد. با این حال علی به درخواست زیاد، جاریه بن قدامه را با سپاهی به بصره فرستاد و جاریه با حمایت بصریان حامی علی، ابن حضرمی را شکست داد و کشت.
در ۳۹ هجری، علی کنترل حجاز را نیز از دست داد. معاویه، بسر بن ارطات را با سپاهی به حجاز گسیل داشت. بسر به همراه ۲۶۰۰ سپاهی، طبق دستور معاویه، مردم را در طول مسیر تا مدینه غارت کرد و ترساند. کارگزار علی در مدینه، ابوایوب انصاری، پیش از رسیدن بسر به کوفه گریخت. بسر در مدینه مردم را تا سرحد جان ترساند و از آن‌ها به زور برای معاویه بیعت ستاند. سپس به سوی مکه رفت، و در راه مردم را کشت و اموالشان را برد. قثم بن عباس، کارگزار علی در مکه نیز، پیشاپیش ورود وی، گریخت. بسر بر مکه تسلط یافت و از مردم بیعت ستاند. سپس، سوی طائف رفت و مغیره بن شعبه که بزرگ آنجا بود و تا آن زمان راه میانه برگزیده بود، پیشاپیش ورودش را خوشامد گفت و به استقبالش شتافت. آنگاه، به جانب یمن رفت و در راه بر دو پسر عبیدالله بن عباس، والی علی در یمن، دست یافت و آن دو را کشت. عبیدالله بن عباس نیز پیشاپیش ورود بسر گریخت و آن‌ها که در صنعا و دیگر مناطق یمن مقاومت کردند، همگی کشته شدند. در نجران، یمن و حضرموت بر هر یک از حامیان علی که دست یافت، او را کشت و حتی برخی بزرگان قبایل مسلمان و مسیحی را که جانب علی نبودند، برای ترساندن مردم کشت. برخی نیز به دژها پناه بردند یا به کوه‌ها گریختند. در گزارش‌ها عدد مبالغه‌آمیز سی هزار کشته را برای یورش بسر برشمرده‌اند. علی برای مقابله با بسر به زحمت و کندی توانست حمایت مردم کوفه را جلب کند. علی در تلاش برای تجهیز سپاهی برای گسیل به شام بود، اما خبر جنایات بسر وی را مجبور به پرداختن به وضع عربستان کرد. سرانجام، جاریه بن قدامه داوطلب شد، تا وضع حجاز و یمن را آرام سازد. علی به جاریه دستور داد که در مسیر به هیچ‌یک از مسلمان و اهل ذمه آسیبی نرساند و اموال هیچ‌کس، حتی مرکبی، را برای سپاهش نستاند. جاریه با چهار هزار سپاهی به سرعت در پی بسر شتافت. وقتی جاریه به یمن رسید، هواداران عثمان گریختند و در کوه‌ها توسط حامیان علی کشته شدند. اما بسر و سپاه شام، بنا بر نقشه، معاویه بمحض اطلاع از این لشکرکشی به سرعت گریختند، تا با وی مواجه نشوند. پیش از آنکه جاریه از حجاز بازگردد، خبر کشته شدن علی به وی رسید.
به نوشته وگلیری، در سال ۴۰ هجری، علی حتی کنترلی بر شهرهای مکه و مدینه نداشت. قدرت علی عملاً به شهر کوفه محدود شده بود و در موضعی تدافعی بود، تا آنجایی که اقدامی در برابر لشکرکشی‌های معاویه به قلب عراق، یمن و عربستان نکرد. لاپیدوس می‌گوید، افکار عمومی عرب به سمت جانشینی معاویه تمایل داشت. چرا که وی توسط نیروهای منظمی پشتیبانی می‌شد و می‌توانست قدرت را در میان نخبگان عرب حفظ و امپراطوری عرب را کنترل کند.
در مقابل مادلونگ می‌نویسد، در سال آخر خلافت علی، مردم کوفه و بصره پس از حملات لشکریان معاویه به شهرهای عراق، رویکرد واقعی معاویه را شناختند و دوباره با علی ضد معاویه متحد شدند. با این حال نگرش مردم نسبت به علی در این مقطع زمانی، به شدت متفاوت بود. فقط اقلیت کوچکی از آن‌ها معتقد بودند که علی بهترین شخص پس از محمد برای خلافت است؛ اکثریت مردم صرفاً به علت دشمنی‌اش با معاویه از او حمایت کردند.

## شورش‌ها

### شورشخریت بن راشد
پس از نبرد صفین، خِرّیت به همراه ۳۰ یا ۳۰۰ تن (عدد مورد اختلاف است) به نزد علی رفت و اعلام کرد که قصد جدا شدن از وی را دارد. علی بیعتش را به خریت متذکر شد و او را از این کار بازداشت. اما خریت به همراه ۳۰۰ نفر به دین مسیحیت گروید و همان شب از علی جدا شد و علیه او شورش کرد. علی در پاسخ، زیاد بن خَصَفه را برای تعقیب و سرکوبش فرستاد. خریت و یارانش در ادامهٔ مسیرشان به روستای نِفَّر در اطراف کوفه رفتند و والی آنجا به نام زادان بن فرح را کشتند. زیاد بن خَصَفه بین واسط و بصره در جایی به نام مذّار با خریت وارد جنگ شد و توانست او را شکست دهد. دویست تن که به تازگی از کوفه به سپاه خریت ملحق شده بودند و به همراه خریت به اهواز گریختند.
خطر خریت برای علی به‌مرور جدی‌تر شد. گروهی از بنی ناجیه شورش کردند و علی برای سرکوب خریت این بار معقل بن قیس ریاحی را فرستاد که توانست خریت را شکست دهد. اما خریت به نزد قبیله عبدالقیس گریخت و در آنجا پناه گرفت و آن‌ها را علیه علی شوراند. معقل موفق شد با امان دادن به سپاه خریت، گروه زیادی از آنان را به نزد خود بکشاند. خریت سرانجام توسط نعمان بن صهبان در همان جنگ کشته شد.
بعد از کشته شدن خریت، معقل بن قیس، افراد سپاه خریت را به اسیری گرفت. کسانی که مسلمان بودند، با قید ضمانت آزاد شدند. اما مسیحیان بنی ناجیه (قبیله خریت که از ابتدا در شورش با وی بودند) که ۵۰۰ تن بودند، حاضر نشدند مسلمان شوند، پس آزاد نشدند. مصقله بن هبیره، والی اردشیرخوره فارس، آن‌ها را دید و مسیحیان به وی التماس کردند که آن‌ها را بخرد و آزاد کند. مصقله به مبلغی گزاف آنان را خرید و بخشی از پول را پرداخت و بنا شد که پول را به نزد خلیفه، علی، بفرستد. مصقله اسیران را بدون دریافت وجهی آزاد کرد، اما نتوانست از عهدهٔ پرداخت مبلغ برآید. وقتی علی از وی بقیهٔ پول را مطالبه کرد، مصقله به نزد معاویه گریخت. علی از عمل وی در شگفت شد که چون بزرگواران اسرا را آزاد کرد و سپس چون بندگان گریخت. علی در نظر داشت وی را برای بازپرداخت دین زندانی کند و اگر وی را ناتوان بیابد، آزاد نماید.

### شورش‌ها در ایران
مورونی می‌نویسد در حالی که در سال‌های ۴۱–۳۵ هجری/۶۱–۶۵۶ میلادی، مسلمانان مشغول جنگ‌های داخلی بودند، اکثر مناطق ایران از کنترل خلافت خارج شد. حتی بازماندگان شاهنشاهی ساسانی تلاش‌هایی برای بازیابی حکومتشان در شهرهای طخارستان و نیشابور انجام دادند. مسلمانان با تکیه بر خراج و مالیات موفق شدند دوباره کنترل مناطق آشوب‌زده را در دست گرفته و قیام علیه والیان و افراد تحت حمایت آنان را بخوابانند. هپتالیان شهرهای بادغیس، هرات و پوشنگ همانند اهالی نیشابور از دادن مالیات به حاکمان عرب سر باز زدند. مردم شهر زرنگ هم مقر حکومتی حاکم خود را سرنگون کردند. از طرفی دیگر بدویان عرب نیز به شهرهای سیستان حمله برده و آنجا را تصرف کردند. در سال ۳۶ هجری/۷–۶۵۶ میلادی، فرمان‌های علی به اشخاص برجستهٔ محلی مبنی بر دادن خراج به ماهوی، مرزبان مرو، باعث بروز قیام‌هایی در شرق خراسان علیه حکومت علی گردید که تا درگذشت علی ادامه داشت.
ولیری می‌نویسد در دوران خلافت علی جنگ‌های داخلی بین مسلمانان و قیام ایرانیان به راه افتاد. قیام ایرانیان در آخرین سال خلافت علی توسط سپاهیان ارسالی خلیفه سرکوب شد. قیام گران در شرق ایران، مالیات خود را به قبایل کوفی و بصری پرداخت نکردند. همچنین، بعد از نبرد صفین، هنگامی که علی مشغول شورش‌های خوارج در عراق و فارس بود، مردمان مناطق جبال، فارس و کرمان در ۳۹ هجری/۶۵۹ میلادی از دادن مالیات سر باز زده و شروع به قیام کردند که روز به روز شدت می‌یافت و مردم این مناطق فرمانداران و مأموران جمع‌آوری مالیات را از شهرهای خود بیرون راندند. در این هنگام، علی فرمانداری فارس را به زیاد بن ابیه سپرد و وی توانست منطقه را تحت کنترل درآورد.

## ادامه فتوحات اعراب
حکَم بن عمر، در روزگار خلافت عمر بن خطاب، در ۲۳ق/ ۶۴۴م مکران را در همسایگی توران فتح کرد؛ اما به دستور عمر از آن سرزمین پیش‌تر نرفت؛ تا آنکه به هنگام خلافت علی در اواخر سال ۳۸ و اوایل ۳۹ق/ ۶۵۸م، حارث بن مرهٔ عبدی داوطلبانه و با اجازهٔ علی برای دستیابی به غنایم، در آن سوی مکران (توران) به نبرد برخاست.

## کشته شدن

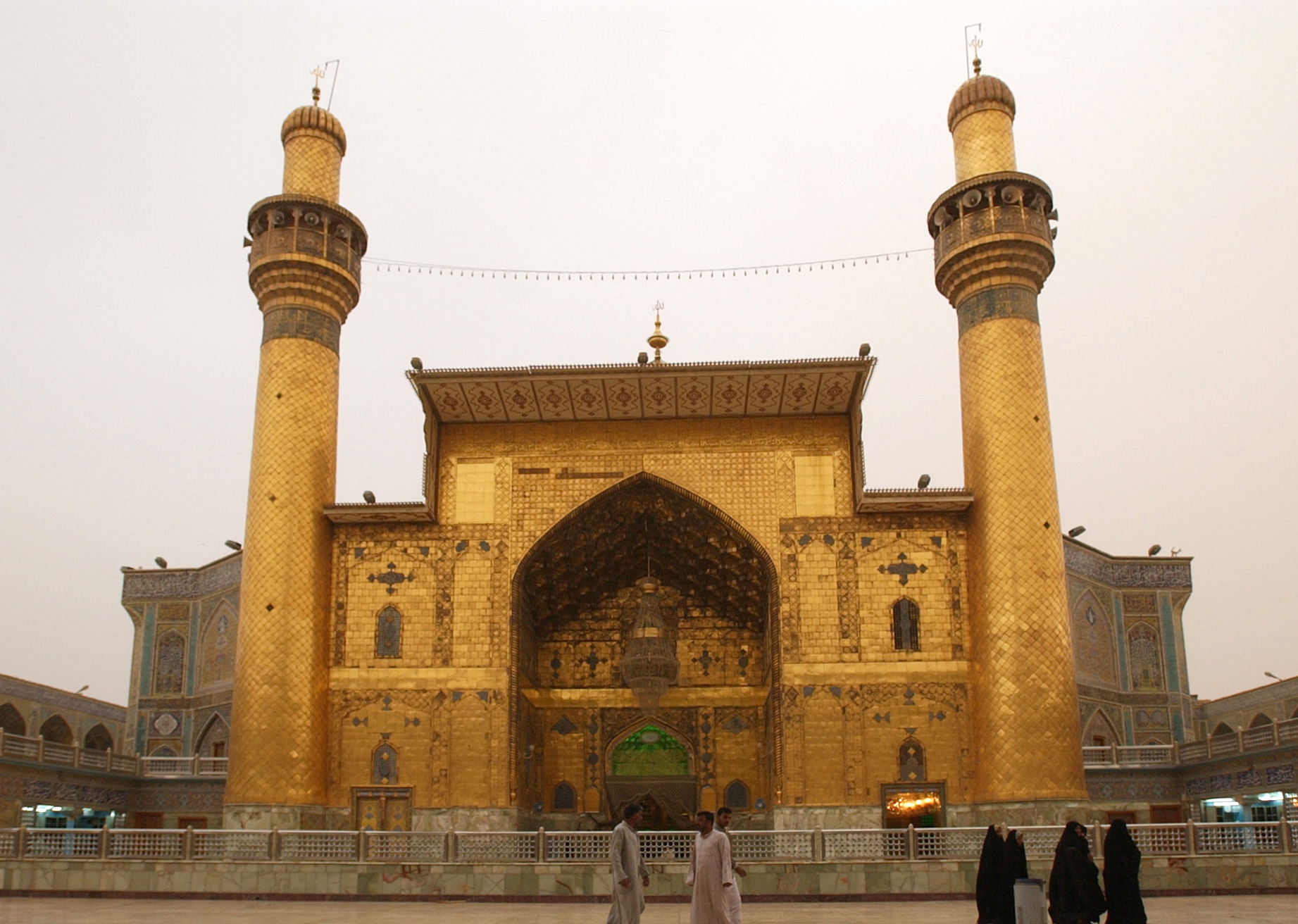
مقبرهٔ علی در نجف

سه تن از خوارج به نام‌های عبدالرحمن بن ملجم مرادی، برک بن عبدالله و عمرو بن بکر تمیمی در مکه با یکدیگر ملاقات کردند و پس از یک گفتگوی طولانی به این نتیجه رسیدند که علی، معاویه و عمروعاص عامل مشکلات جامعه مسلمین وقت اند و تصمیم به قتل هر سه به صورت هم‌زمان گرفتند تا به عقیدهٔ خود اسلام را از دست این سه تن که مسئول جنگ‌های داخلی بودند، خلاص کنند. هر یک از آن‌ها هدف خود را انتخاب کردند. آن‌ها همچنین روز انجام عملیات را هم تعیین کردند. اما تنها موفق شدند علی را بکشند و معاویه و عمروعاص جان سالم به در بردند.
ابن ملجم به قصد کشتن علی وارد کوفه شد و در آنجا با جمعی از قبیله تیم الرباب که مشغول عزاداری برای کشته‌های خود در نهروان بودند روبه‌رو شد. در این بین با زنی زیبا به نام قطام بنت شجنه مواجه شد و به او پیشنهاد ازدواج داد. قطامه پذیرفت به شرطی که مهریه‌اش ۳۰۰۰ درهم، یک کنیز، یک غلام، و کشتن علی باشد. وی در جنگ نهروان پدر و برادرش را از دست داده بود و در فکر انتقام‌گیری از علی بود. قطام همچنین فردی به نام وردان از قبیله‌اش را به کمک وی فرستاد. ابن ملجم نیز از فردی به نام شبیب بن بجره از قبیله بنی اشجع درخواست یاری کرد. این سه تن که شمشیرهایشان را در زهر خوابانیده بودند، کنار در مسجد منتظر ماندند تا علی به منظور اقامهٔ نماز صبح وارد مسجد شود. شبیب به وی حمله برد و با شمشیرش ضربتی زد که به لغاز در اصابت کرد. شبیب فرار کرد و در میان جمعیت گم شد. وردان نیز فرار کرد اما وقتی به خانه رسید، پسرعمویش وی را دید و به وی ظنین شد و او را کشت. تنها ابن ملجم باقی ماند که در حالی که فریاد می‌کشید حکمیت خاص خداست نه تو و یارانت، ضربتی به فرق سر علی زد و خواست فرار کند که ابوادما همدانی وی را به زمین افکند. علی در حالی که مشغول خواندن نماز صبح بود و به روایتی دیگر در کنار در مسجد ضربت خورد.
علی به خانه‌اش بازگشت و ابن ملجم را پیش وی آوردند و او به علی گفت که ۴۰ روز شمشیرش را تیز کرده و از خدا خواسته بود که با آن بدترین مخلوق خدا را بکشد. علی در پاسخ گفت خود ابن ملجم با همین شمشیر کشته خواهد شد و وی را بدترین مخلوق خدا نامید. دو روز بعد در ۱۹ یا ۲۱ رمضان ۴۰ هجری مصادف با ۲۷ ژانویهٔ ۶۶۱ میلادی، علی در ۶۲ یا ۶۳ سالگی درگذشت. در منابع روز ضربت خوردن علی ۱۷، ۱۹ یا ۲۱ رمضان گزارش شده‌است. اما شیخ مفید روز ۱۹ را صحیح‌تر می‌داند و ابن ابی الحدید نیز می‌نویسد چون این سه تن کارشان را عبادت می‌دانستند، بنابراین آن را در شب قدر ۱۹ رمضان قرار دادند تا ثواب بیشتری برده باشند. درگذشت علی هم در منابع از ۱۱ تا ۲۱ رمضان گزارش شده و مدت تحمل ضربت را دو یا سه روز دانسته‌اند.

## پیامدها
پس از درگذشت علی، کوفیان بدون مناقشه با پسر ارشدش، حسن، بیعت کردند، چرا که علی در موقعیت‌های بسیار اعلام کرده بود که تنها اهل بیت پیامبر شایستهٔ خلافت بر جامعهٔ مسلمان هستند. سپس، جنگ میان حسن و معاویه درگرفت و در خلال آن معاویه به‌تدریج فرماندهان سپاه حسن را با وعده‌های فریبنده و پول‌های گزاف منصرف کرد و مردم عراق را فریفت، تا جایی که سپاه بر حسن شورید. سرانجام حسن مجبور به پذیرش صلح و واگذاری خلافت به معاویه شد. بدین ترتیب معاویه خلافت اسلامی را به چنگ آورد و آن را بدل به خلافت امویان کرد. خلافت اموی یک نظام سلطنتی بود که در آن جنبهٔ دینی خلافت جای خود را به جنبهٔ دنیوی (سکولار) سلطنت داد. وی و جانشینانش شدیدترین فشارها را بر خاندان علی و حامیان و شیعیانشان وارد کردند. دشنام به علی تبدیل به امری ضروری در نماز جماعت شد و تا ۶۰ سال بعد، زمان حکومت عمر بن عبدالعزیز، ادامه یافت.
مادلونگ می‌نویسد:

استبداد، سوء اداره و سرکوب امویان به‌تدریج اقلیت ستایندگان علی را به اکثریت تبدیل کرد. علی در خاطر نسل‌های بعدی به امیر آرمانی مؤمنان مبدل شد. آن‌ها در مواجهه با ادعای ساختگی امویان مبنی بر حاکمیت مشروع اسلامی به عنوان نایب حکومت خدا بر زمین و با مشاهدهٔ حکومت خیانت‌بار، مستبدانه و تفرقه‌انداز اموی و کیفردهی کینه‌جویانه‌اش، قدرشناس درستکاری، سرسپردگی نامنعطف به حکمرانی اسلام، وفاداری شخصی عمیق، رفتار با مساوات با همه حامیان، و لطف علی در بخشودن دشمنان شکست‌خورده‌اش شدند.

## گاه‌شمار
| برگزیدگی به خلافت        | ۱۸ یا ۱۹ ذی الحجه ۳۵ ه. / حدوداً ۱۷ یا ۱۸ ژوئن ۶۵۶ م.                                           |
| نبرد جمل                 | ۱۵ جمادی الاول ۳۶ ه. / حدوداً ۹ دسامبر ۶۵۶ م.                                                   |
| شروع صف‌آرایی صفین        | محرم ۳۷ ه. / ژوئن-ژوئیه ۶۵۷ م.                                                                 |
| اوج نبرد صفین            | ۸–۱۱ صفر ۳۷ ه. / ۲۶–۲۹ ژوئیه ۶۵۷ م.                                                            |
| حکمیت اول                | رمضان ۳۷ ه. / فوریه ۶۵۸ م. یا شوال و ذی القعده ۳۷ ه. /مارس و آوریل ۶۵۸ م.                      |
| نبرد نهروان              | ۹ صفر ۳۸ ه. / ۱۷ ژوئیه ۶۵۸ م. یا ذی الحجه ۳۷ ه. / مه ۶۵۸ م.                                    |
| سقوط مصر                 | صفر ۳۸ ه. /ژوئیه-اوت ۶۵۸ م. یا ربیع الاول ۳۸ ه. / آگوست-سپتامبر ۶۵۸ م. یا اواخر ۳۹ ه. / ۶۶۰ م. |
| حکمیت دوم                | شعبان ۳۸ ه. / ژانویه ۶۵۹ م.                                                                    |
| حمله سپاه معاویه به حجاز | ذی الحجه ۳۹ ه. / ۶۶۰ م.                                                                        |
| کشته شدن                 | ۱۹ یا ۲۱ رمضان ۴۰ ه. / ۲۷ یا ۲۸ ژانویه ۶۶۱ م.                                                  |

تذکر :تبدیل تاریخ‌ها به میلادی ممکن است چند روز خطا داشته باشد.

## یادداشت
1. ↑  ببینید:
  - Sachedina (1981), pp. 54–55 * Landolt (2005), p. 59 * Modarressi (2003), pp 82–88 * Dakake (2007), p.270
2. ↑  و انی حاملکم علی منهج نبیکم
3. ↑  أفسنة رسول‌الله اولی بالاتباع ام سنة عمر
4. ↑  نقل به مضمون از ترجمه انگلیسی لمبتون که قدری با متن عربی و فارسی آن متفاوت است. عربی:وَ لْیَکُنْ نَظَرُکَ فِی عِمَارَةِ اَلْأَرْضِ أَبْلَغَ مِنْ نَظَرِکَ فِی اِسْتِجْلاَبِ اَلْخَرَاجِ لِأَنَّ ذَلِکَ لاَ یُدْرَکُ إِلاَّ بِالْعِمَارَةِ وَ مَنْ طَلَبَ اَلْخَرَاجَ بِغَیْرِ عِمَارَةٍ أَخْرَبَ اَلْبِلاَدَ وَ أَهْلَکَ اَلْعِبَادَ وَ لَمْ یَسْتَقِمْ أَمْرُهُ إِلاَّ قَلِیلاً فَإِنْ شَکَوْا ثِقَلاً أَوْ عِلَّةً أَوِ اِنْقِطَاعَ شِرْبٍ أَوْ بَالَّةٍ أَوْ إِحَالَةَ أَرْضٍ اِغْتَمَرَهَا غَرَقٌ أَوْ أَجْحَفَ بِهَا عَطَشٌ خَفَّفْتَ عَنْهُمْ بِمَا تَرْجُو أَنْ یَصْلُحَ بِهِ أَمْرُهُمْ وَ لاَ یَثْقُلَنَّ عَلَیْکَ شَیْءٌ خَفَّفْتَ بِهِ اَلْمَئُونَةَ عَنْهُمْ فَإِنَّهُ ذُخْرٌ یَعُودُونَ بِهِ عَلَیْکَ فِی عِمَارَةِ بِلاَدِکَ وَ تَزْیِینِ وِلاَیَتِکَ مَعَ اِسْتِجْلاَبِکَ حُسْنَ ثَنَائِهِمْ وَ تَبَجُّحِکَ بِاسْتِفَاضَةِ اَلْعَدْلِ فِیهِمْ مُعْتَمِداً فَضْلَ قُوَّتِهِمْ بِمَا ذَخَرْتَ عِنْدَهُمْ مِنْ إِجْمَامِکَ لَهُمْ وَ اَلثِّقَةَ مِنْهُمْ بِمَا عَوَّدْتَهُمْ مِنْ عَدْلِکَ عَلَیْهِمْ وَ رِفْقِکَ بِهِمْ فَرُبَّمَا حَدَثَ مِنَ اَلْأُمُورِ مَا إِذَا عَوَّلْتَ فِیهِ عَلَیْهِمْ مِنْ بَعْدُ اِحْتَمَلُوهُ طَیِّبَةً أَنْفُسُهُمْ بِهِ فَإِنَّ اَلْعُمْرَانَ مُحْتَمِلٌ مَا حَمَّلْتَهُ وَ إِنَّمَا یُؤْتَی خَرَابُ اَلْأَرْضِ مِنْ إِعْوَازِ أَهْلِهَا وَ إِنَّمَا یُعْوِزُ أَهْلُهَا لِإِشْرَافِ أَنْفُسِ اَلْوُلاَةِ عَلَی اَلْجَمْعِ وَ سُؤِ ظَنِّهِمْ بِالْبَقَاءِ وَ قِلَّةِ اِنْتِفَاعِهِمْ بِالْعِبَرِ. 
 ترجمه فارسی محمد دشتی: باید تلاش تو در آبادانی زمین بیشتر از جمع‌آوری خراج باشد که خراج جز با آبادانی فراهم نمی‌گردد، و آن کس که بخواهد خراج را بدون آبادانی مزارع به دست آورد، شهرها را خراب، و بندگان خدا را نابود، و حکومتش جز اندک مدتی دوام نیاورد. پس اگر مردم شکایت کردند، از سنگینی مالیات، یا آفت‌زدگی، یا خشک شدن آب چشمه‌ها، یا کمی باران، یا خراب شدن زمین در سیلاب‌ها، یا خشک‌سالی، درگرفتن مالیات به میزانی تخفیف ده تا امورشان سامان گیرد، و هرگز تخفیف دادن در خراج تو را نگران نسازد؛ زیرا آن، اندوخته‌ای است که در آبادانی شهرهای تو، و آراستن ولایت‌های تو نقش دارد، و رعیت تو را می‌ستایند، و تو از گسترش عدالت میان مردم خشنود خواهی شد، و به افزایش قوت آنان تکیه خواهی کرد، بدانچه در نزدشان اندوختی و به آنان بخشیدی، و با گسترش عدالت در بین مردم، و مهربانی با رعیت، به آنان اطمینان خواهی داشت. آنگاه اگر در آینده کاری پیش آید و به عهده‌شان بگذاری، با شادمانی خواهند پذیرفت، زیرا عمران و آبادی قدرت تحمل مردم را زیاد می‌کند. همانا ویرانی زمین به جهت تنگدستی کشاورزان است که به آینده حکومتشان اعتماد ندارند، و از تاریخ گذشتگان عبرت نمی‌گیرند.
5. ↑  مناطق حکومتی ثابت و در یک سطح نبوده‌است. برخی از نواحی شامل چند شهر مهم بوده که احیاناً برای آن‌ها فرماندار جداگانه منصوب می‌شده‌است. همچنین، یک نفر به جهت توانمندی ممکن است فرماندار چند ناحیه شود. همچنین یک فرماندار ممکن بوده همه امور حوزهٔ حکومتی خود را تولیت کند یا بخشی از آن را.
6. ↑  قرا، اولین گروهی از اعراب بودند که در جنگ‌های صدر اسلام علیه ساسانیان وارد کارزار شده بودند و آن‌ها، زمین‌های حاصل‌خیز ناحیهٔ سواد کوفه، که رها شده بود، را اشغال کرده بودند. اما با سیاست‌های تبعیض‌آمیز عثمان، این زمین‌ها از چنگ آن‌ها درآمد. این گروه، نخستین گروهی بود که علیه خلافت عثمان شورید و در جریان قتل عثمان، رهبری معترضان، به دست این گروه بود (ر.ک. به دفتری، ۱۳۷۵، تاریخ و عقاید اسماعیلیه، صص ۵۱–۵۳)
7. ↑  متن شهادت به روایت اصبغ بن نباته: الا من كنت مولاه فعلى مولاه، اللهم وال من والاه و عاد من عاداه و احب من احبه و ابغض من ابغضه و اعن عن اعانه.

## برای مطالعهٔ بیشتر
- زرگری‌نژاد، غلامحسین (۱۳۹۱). تاریخ تحلیلی اسلام از بعثت تا غیبت. تهران: سمت.
- تاریخ و سیره سیاسی امیرمؤمنان علی بن ابی طالب اثر رسول جعفریان

| پیشین: خلافت عثمان بن عفان | خلافت ۶۵۶ – ۶۶۱ | پسین: خلافت حسن مجتبی |